# 소련-일본 전쟁
소련-일본 전쟁(러시아어: Советско-японская война), 소련 대일 참전(일본어: ソ連対日参戦) 또는 1945년 해방 전쟁(몽골어: 1945 оны чөлөөлөх дайн)은 소련이 1945년 8월 9일 일본 제국의 괴뢰국이었던 만주국을 침공하면서 발발한 전쟁이다. 이 전쟁을 통해 소련과 몽골 인민공화국은 만주국, 몽강연합자치정부, 한반도 북부, 가라후토청, 그리고 지시마 열도에서 일본의 통치를 종식시켰다. 일본 관동군의 패배는 일본의 항복과 제2차 세계 대전의 종식을 이끌어냈다. 소련의 참전은 일본 정부가 무조건 항복하기로 결정한 중요한 요인이었는데, 이는 소련이 조건부 적대행위 종식 협상에서 제3자 역할을 할 의사가 없음이 명백했기 때문이다.
소련-일본 전쟁의 결과는 동아시아 전체, 그리고 향후 동아시아에서 벌어질 냉전에 영향을 미쳤다. 이 전쟁의 결과로 외몽골과 내몽골은 완전히 분리되었고 한반도는 북위 38도선을 경계로 분단되었으며 소련이 중화민국에 반환하기로 한 만주 지역은 제2차 국공 내전의 주요 전장이 되었다. 소련이 이 전쟁에서 강제 병합한 쿠릴 열도는 여전히 러시아와 일본의 영토 분쟁 지역으로 남아있다.

## 명칭
전투는 전통적으로 만주족이 살았던 지역인 만주를 포함한 여러 지역에서 벌어졌지만,  일본의 북방 영토에 대해 소련이 개시한 조정되고 통합된 침공작전도 만주 전투라고 불려왔다. 1983년 이후 미국 역사학자 데이비드 M. 글랜츠가 작전에 관한 논문 제목으로 "8월 폭풍 작전"이라는 제목을 붙이면서, 8월 폭풍 작전이라는 명칭을 쓰기도 한다. 몽골 측에서는 이 전쟁을 1945년 해방 전쟁이라고 부르며, 일본에서는 일소전쟁(일본어: 日ソ戦争)이라는 표현을 자주 사용하지만, 일본 방위성 방위연구소에서는 대소방위전(일본어: 対ソ防衛戦)이라고 부르기도 한다.

## 배경
1943년 11월 28일부터 12월 1일까지 열린 테헤란 회담에서 소련은 "독일의 패배 이후" 일본을 침공하기로 합의했지만, 1945년 2월 4일부터 2월 11일까지 열린 얄타 회담에서 소련은 2개월에서 3개월 내에 일본을 침공하기로 합의했다. 한편, 소련-일본 국경 분쟁 이후 체결된 소련-일본 중립 조약을 통해, 소련과 일본은 평화적이고 우호적인 관계를 유지하기로 되어 있었다. 소련-일본 중립 조약에 따르면 조약이 만료되기 12개월 전에 소련은 일본에 갱신여부를 통지할 것을 요구했고, 얄타 회담에 따라 1945년 4월 5일 소련은 일본에게 조약을 갱신하고 싶지 않다고 알렸다. 일본 측은 소련의 통보에 걱정했지만, 소련은 조약이 앞으로 12개월 동안 여전히 유효할 것이고 일본인들이 걱정할 것이 없다는 것을 일본인들에게 확신시키기 위해 많은 노력을 기울였다.
1945년 5월 8일 중앙유럽 표준시 기준 23시 01분에 나치 독일 플렌스부르크 정부를 대표하여 빌헬름 카이텔이 독일 항복 문서에 조인했다. 연합국 원정군 최고사령부를 대표하여 월터 베델 스미스가, 소련 측을 대표하여 이반 수슬로파로프가, 그리고 공식 증인으로 프랑스의 프랑수아 세베즈가 각각 문서에 서명했다. 하지만 소련 측 대표였던 알렉세이 안토노프는 이반 수슬라파로프가 서명한 항복 문서를 인정할 수 없다고 주장했다. 이후 두 번째로 개정된 항복 문서가 1945년 5월 8일 자정 직전에 베를린 카를스호스트에서 체결되었다. 게오르기 주코프 원수는 소련 최고사령부의 대표로 문서에 서명했고, 영국 공군 원수 아서 테더는 서방 연합군을 대표하여 서명했다. 프랑스 장군 장 드 라트르 드 타시니와 미 공군 장군 칼 스파츠가 공식 증인으로 서명했다. 이 두 항복 문서를 통해, 연합국을 상대하는 추축국은 일본 밖에 남지 않았으며, 일본 정부는 소련과 평화를 유지하고 중립 조약을 연장하기를 열망했다. 소련군은 일본의 희망을 꺾지 않고 있었지만, 여전히 만주를 침공하기 위한 군대는 준비하고 있었다. 1945년 4월부터 내각을 맡은 스즈키 간타로는 무조건 항복하지 않고 평화 조건을 확보하려고 노력했다. 6월 30일, 도고는 모스크바 주재 일본 대사 사토 나오타케에게 소련과 "확고하고 지속적인 우호 관계"를 수립하도록 노력하라고 말했으며, 사토는 소련과 만주의 지위와 "러시아인들이 제기하고 싶은 문제"에 대해 논의하기로 되어 있었다. 1945년 7월, 포츠담 회담 이후 발표된 포츠담 선언에서 영국, 중화민국, 그리고 미국은 일본의 무조건 항복을 요구했고, 외무성을 경유하여 선언 내용을 알게 된 일본 정부는 즉시 최고전쟁지도회의 및 각의를 열어 그 대응에 대해 협의하였다.
일본은 시베리아 횡단 철도의 교통과 만주 동쪽에서의 소련의 활동을 감시하고 있었고, 소련의 지연 전술을 통해 일본군은 8월 말 이전에 소련이 동만주를 침공할 준비가 되어 있지 않다고 판단했다. 하지만 일본 관동군은 언제 또는 어디서 침략이 일어날 것인지에 대한 확실한 증거도 없었다. 관동군은 1945년 8월이나 1946년 봄 이전까지는 소련군이 공격하지 않을 것으로 보았지만 스타프카는 이미 1945년 8월 중반에 공세를 시작하기로 계획하였고 다수의 소련군이 시베리아를 건너간 상황이었다.
소련군의 만주 침공의 시작은 8월 6일과 8월 9일 일어난 히로시마·나가사키 원자폭탄 투하 사이에 있었다. 스탈린은 얄타 협정과 독일의 항복, 그리고 8월 3일 바실렙스키가 스탈린에게 필요하다면 8월 5일 아침 일본군을 공격하겠다고 보고한 사실을 통해 소련군이 만주로 작전을 펼칠 시기를 예측할 수 있었다. 이 기간 동안 소련은 연합국의 편에 서서 일본을 공격하기에 시간이 충분했다.
1945년 8월 8일 오후 11시 바이칼 횡단 시간에 소련 외무장관 뱌체슬라프 몰로토프는 일본 대사 사토 나오타케에게 소련이 일본에 선전포고를 했으며 8월 9일부터 소련 정부는 일본과 전쟁을 할 것이라고 말했다.

## 준비

### 일본
1942년 봄 남방공세의 초기 단계가 끝난 후, 대본영은 관동군의 약화된 상태를 의식하고 증가된 전쟁 예산을 최대한 활용하기 위해 만주에 있는 군대를 재편성하고 강화하기로 결정했다. 만주 지역의 전투력의 회복은 관동군을 조직적인 관점에서 목표에 더 가깝게 만들었지만, 소련과의 전쟁을 하려는 의도는 여전히 반영되지 않았다. 실제로 일본 내 물류 전문가들은 이전 재배치의 피해를 복구하고 심각한 공세를 펼칠 수 있는 수준으로 역량을 높이려면 꼬박 1년이 필요하다고 확신했다. 더욱이 태평양 전쟁이 개시된 이래 본토에 전략적 예비군이 부족해짐에 따라, 일본 제국 육군은 제국의 무너지는 국경을 강화하기 위해 아시아 본토에서 군대를 차출하도록 만들었다. 관동군 역시 1943년 초부터 만주에서 소규모 재배치가 시작되었지만, 1944년 2월, 제14사단과 제29사단이 괌과 팔라우로 이전하면서 사단의 첫 대규모 이동이 시작되었고, 두 사단 모두 이곳에서 전멸했다.
제71사단이 1945년 1월에 패배하기 전부터 관동군은 겨우 9개 사단에서 46만 명의 병력으로 축소되었는데, 한국을 방어할 사단은 단 한 곳도 남지 않았고 만주 전역에서 운용 가능한 항공기는 120대에 불과했다. 그러나 1945년 2월 26일 히로히토를 접견한 자리에서 도조 히데키는 소련 극동군과 관동군의 힘이 "균형을 이루고 있다"고 주장했다. 1945년 8월까지 관동군은 24개 사단, 12개 여단에 714,000명의 병력을 보유하고 있었지만, 주요 병력의 구성원이었던 지방의 예비군, 급하게 투입된 근위대, 그리고 중국에서 전출되어 온 절망에 빠진 장교와 병사들은 개인적으로 절망에 빠졌다. 노인, 노약자, 공무원, 식민지 주민, 학생들로 구성된 대부분의 새로운 전투부대는 전투 효율이 겨우 15%에 불과했다.
모든 전선에서 일본군이 패퇴하고 있음에도 불구하고, 관동군 사령관 야마다 오토조와 그의 최고 지도부는 "바보의 천국"에서 계속 살았다. 1945년 8월 6일 히로시마에 원자폭탄이 투하된 이후에도 관동군에는 위기감은 없었는데 국경 근처에서는 특별 전쟁 게임이 열렸고, 야마다는 다롄으로 가서 신사에 봉헌했다. 또한 시베리아 횡단 철도의 수용력이 제한되어 있어서 가을까지 침공 준비가 준비되지 않는다는 것을 알고 있었던 소련의 작전 계획자들은 초기 공세를 용이하게 하기 위해 연합군으로부터 추가 물자를 제공받았다. 이러한 여러 원인으로 인해, 소련이 1945년 8월 만주를 침공할 때 관동군 본부와 일본군 병사들 모두 침공을 예상하지 못한 상황에서 전투를 치러야 했다.

### 만주국과 몽강연합자치정부

#### 만주국

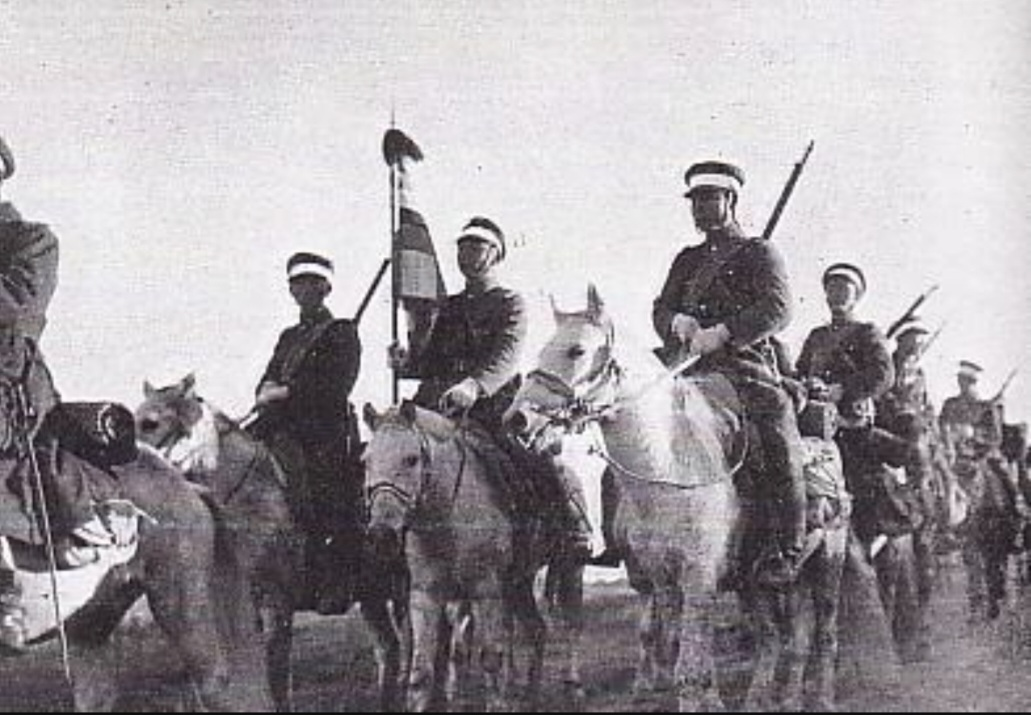
소련-일본 전쟁 당시 만주국의 주요 부대였던 만주국 육군 기병대.

1939년 할힌골 전투 당시 일본군은 전투에서 전반적으로 좋은 성과를 거두지는 못했지만, 이 전투를 통해 만주국 군대의 확장을 정당화할 만큼 충분히 훌륭하다고 여겼다. 1940년대 만주국군에 대한 보도들은 군대가 도적들을 상대로 한 성공적인 작전에 대해 계속 이야기한 것과 모집 공고를 게시한 것이 전부였다. 그러나 1940년대 내내 만주국의 본 유일한 행동은 공산주의 게릴라 부대와 다른 반란군들에 대한 것이었고 일본은 대부분 수비대와 보안 임무를 위해 더 많은 정예 부대에만 의존하기로 선택했다. 1945년 만주국군의 병력은 170,000명에서 220,000명 사이로 추정되지만, 주요 무기는 1935년부터 교체되기 시작한 38식 소총이나 소련의 침공에 대비해 사용된 대공포, 구식 전차였던 94식 경장갑차 10대 등이었다. 만주국 공군도 있었지만, 1945년 전쟁이 시작될 무렵에는 공군 자체가 실질적으로 해체되었고 몇몇 만주국 공군 비행기만이 소련 공군과 교전했다. 강방함대라는 만주국 해군 역시 1942년부터는 사실상 거의 운영되지 않았다.

#### 몽강연합자치정부
몽강연합자치정부의 공식 군대인 내몽골군도 1945년 8월 일본군과 함께 전쟁에 참전했다. 내몽골군은 1940년대에 4개 사단으로 감소했으며 구성 부대는 제4, 제5, 제6, 제7, 제8기병사단이었다. 내몽골군은 장쉐량과 국민당이 남기고 간 13식 마우저 소총이나 ZB vz. 26 기관총 등을 운용했고, SIG MKMO나 야포도 사용했다. 전차와 장갑차도 있었지만 대부분 일본군이 운용했다.

### 소련

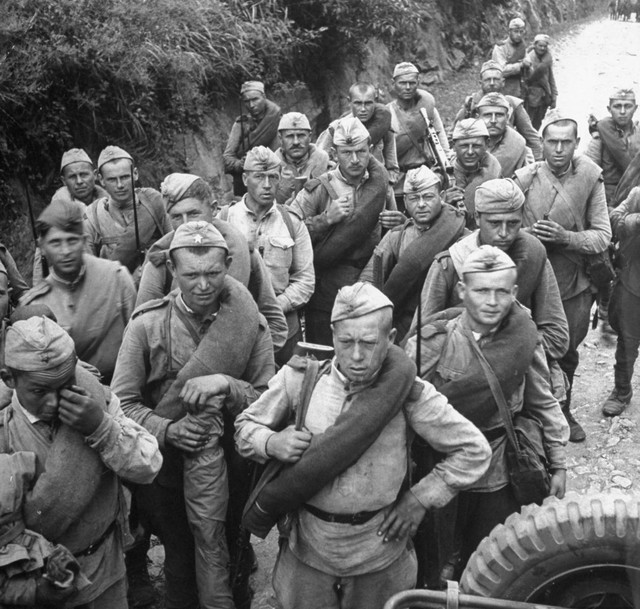
제1극동전선군 부대원들.

독일이 패전한 지 3개월 이내에 태평양 전쟁에 참전하겠다는 얄타 회담에서의 약속을 존중하여, 스탈린은 약 403,355명의 병력과 2,119대의 전차와 돌격포, 7,137대의 포와 박격포, 17,374대의 트럭과 36,280대의 말을 유럽에서 극동으로 이동할 것을 명령했다. 이 병력과 그들의 지휘관들은 독일과의 전쟁 동안 특정 지형을 경험한 것과 나치 독일을 상대했던 전투 경험 때문에 일본과의 전쟁에 도움이 될 것이라고 판단하여 특별히 선발되었다. 일본 제국 육군은 1945년 8월 초 시베리아 내의 붉은 군대 병력을 1,600,000명, 47개 사단에 4,500대의 전차와 6,500대의 항공기로 추정했고, 1945년 8월 시베리아에 주둔 중이던 소련군의 실제 병력은 각각 군인 1,577,725명, 전차 3,704대, 항공기 3,446대였다. 소련군은 만주 침공을 매우 신중하게 준비했는데, 소련은 일본군이 한 전선에 대한 공격을 차단하기 위해 병력을 이동시키는 것을 막기 위해 관동군이 중국이나 한국의 깊은 곳으로 철수할 기회를 갖기 전에 기습 공격을 하는 것만이 관동군을 포위하기에 충분하다고 결정했다.
소련은 침공 준비를 위해 트란스바이칼 전선군을 제외한 제1극동전선군과 제2극동전선군 등 2개의 전선군을 추가로 1945년 8월 5일 창설했다. 작전은 협공 작전이 될 예정이었고, 서만주에서는 트란스바이칼 전선군이, 동만주에서는 제1극동전선군이, 만주 북부에서는 제2극동전선군이 포위망의 중앙을 공격할 예정이었다.

### 몽골
소련과 몽골의 관계는 1934년 11월 27일부터 신사협정에 따라 결정되었고, 1936년 3월 12일 소련과 몽골 양국은 상호지원조약을 체결해 상호 방어적인 군사 동맹을 만들었고 군사 원조의 필요성이 사라졌을 때 양측은 다른 쪽 영토에서 군대를 철수시킬 것을 약속했다. 1937년 8월 24일에는 소련 국방부 차관이었던 표트르 스미르노프가 일부 장교들을 데리고 소련 제17군의 몽골 이동에 참석하기도 했다. 몽골과 소련의 동맹은 만주를 점령하고 내몽골을 침공한 일본을 겨냥한 것이자, 소련의 시베리아 횡단철도를 보호하고자 하는 목적이 있었다.
1945년 소련과 일본 사이에 전쟁이 발발했을 때, 몽골 인민군 역시 이사 플리예프가 이끄는 소련-몽골 기병 기계화군단에 배속되어 전쟁에 참전했다. 이 때 소련군에 배속된 몽골군에는 몽골 제5, 제6, 제7, 제8기병사단과 제7기계화기갑군단, 제3전차특수연대, 제3포병연대, 그리고 몽골 항공혼성사단이 있었다.

## 전술 및 전략

### 소련

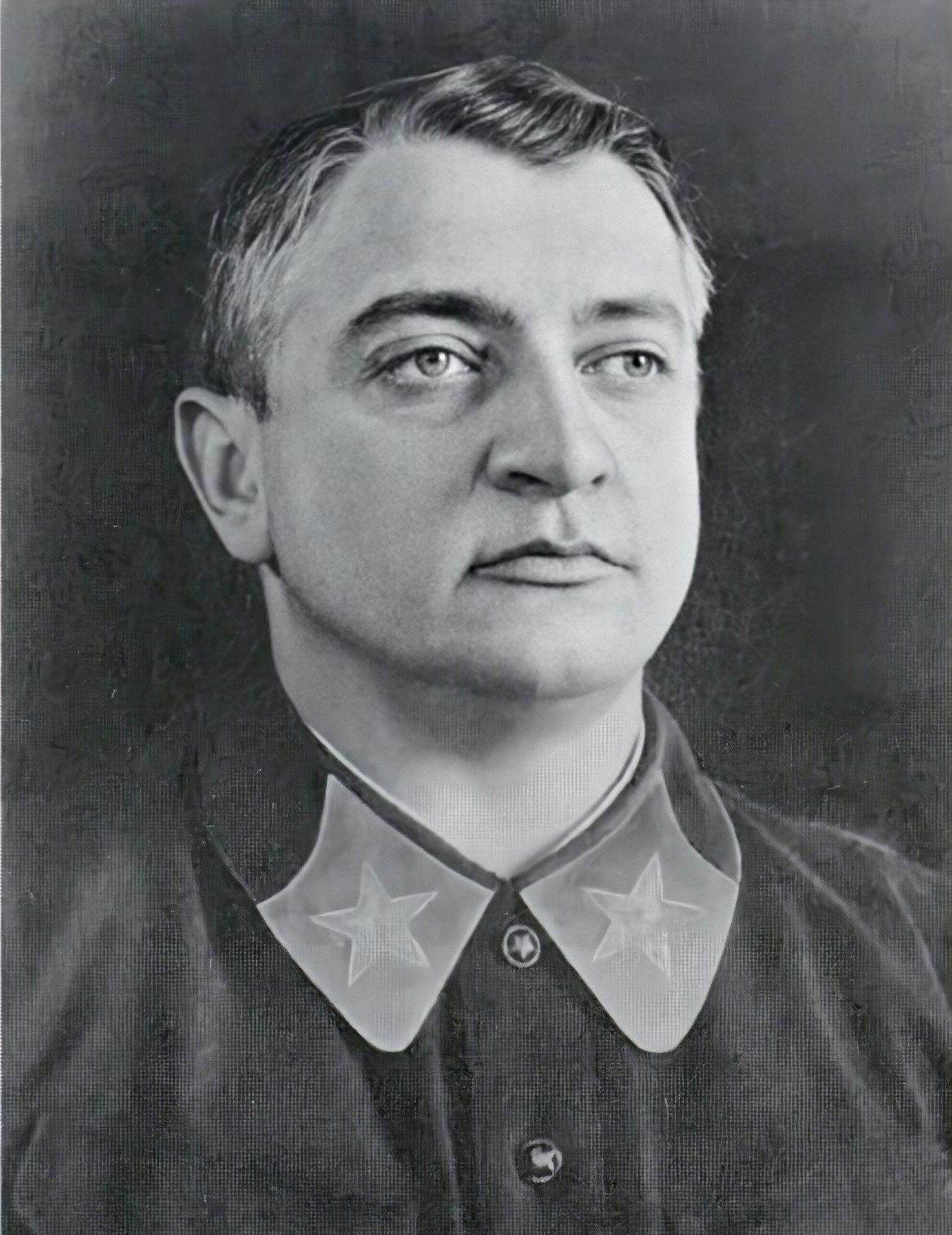
미하일 투하쳅스키는 소련에서 개발된 종심작전이론의 창시자로, 이후 소련군의 작전 및 군 운용방식에 영향을 미쳤다.

소련의 전술과 전략은 1920년대부터 1930년대까지 개발된 종심작전이론을 기초로 하고 있었다. 소련의 종심작전이론에 따르면, 종심작전은 육군 및 전선 수준의 작전에 맞춰져 있었고, 군단 규모 이하의 부대는 종심전투의 전술적 구성 요소보다 교전하는 병력의 측면에서 더 큰 비중을 차지했다. 소련군은 작전급 공군, 공수부대, 지상군을 이용하여 "적의 작전 방어의 모든 깊이에서 동시다발적인 타격"을 가해 작전 지역에 위치한 가장 강력한 병력을 세밀하게 격파하고, 후방에서 작전종심을 점령하여 병력을 포위한 뒤 방어군의 작전종심 및 전략종심을 향해 공세를 계속하는 것이 작전임무의 주요 목표였다. 종심작전의 중심 구성은 충격군으로, 전략적 전선 작전의 일환으로 다른 사람들과 협력하거나 독립적으로 활동하는 부대였으며, 몇몇 충격군은 전략 전선군 예하 부대로 편성되었다.
종심작전이론의 옹호론자이자 입안자였던 블라디미르 트리안다필로프는 그의 저서 《현대 군대의 작전 특성》에서 1930년대에 변화한 군대의 특징을 반영하여, 12개에서 18개의 소총 사단으로 이루어진 4개에서 5개의 군단을 충격군에 배치하고, 이 충격군은 6개에서 20개의 포병 연대와 8개에서 12개의 전차 대대가 지원하는 것을 제안했다. 나아가 트리안다필로프는 2개에서 3개 사이의 폭격기 항공여단과 전투기 편대 6개에서 8개를 항공 전력으로 전방에 배치하는 것을 제안하였다. 트리안다필로프의 이론을 계승한 니콜라이 바르폴로미프는 적의 전술 방어, 작전 예비군을 모두 파괴하고 다른 독립적인 작전군과 조화를 이루어 지리적 목표나 진지를 점령하는 충격군의 역할이 중요하다고 판단해 충격군에 화력과 기동성을 모두 필요로 한다고 믿었다. 이전 러시아 제국이 차용한 카를 폰 클라우제비츠의 전략과 달리 종심작전은 적이 작전 방어를 할 의지를 잃는 상황을 만드는 능력을 강조했다.
1931년 트리안다필로프의 사망과 1930년대 후반 대숙청으로 소련의 종심작전이론을 이끌었던 장교들이 모두 사망하게 되었고, 이들이 입안하고 있던 전략, 전술, 이론 역시 모두 소련군에서 배제되었다. 하지만 1939년 할힌골 전투 당시 게오르기 주코프 장군이 전투기와 폭격기를 동원한 전차 군단의 공세에서 부대를 셋으로 나누어 일본 제6군의 후방을 포위하여 일본군을 패퇴시키는 작전을 선보였다. 올렉시 노즈드라초프는 할힌골 전투에서 소련군이 종심작전이론을 적용했다고 서술하고 있다. 이후 주코프는 할힌골 전투가 제2차 세계 대전 동안 수행했던 작전을 위한 귀중한 경험이라고 생각했다. 실제 소련군은 모스크바 공방전, 쿠르스크 전투, 바그라티온 작전, 그리고 베를린 공방전에서 종심작전이론을 활용했다.
1945년 8월 일본과의 전쟁을 준비할 당시 소련군의 편제를 보면, 소련-일본 전쟁에서도 소련군은 종심작전이론을 채택하여 작전을 진행하였다는 것을 알 수 있다.

### 일본

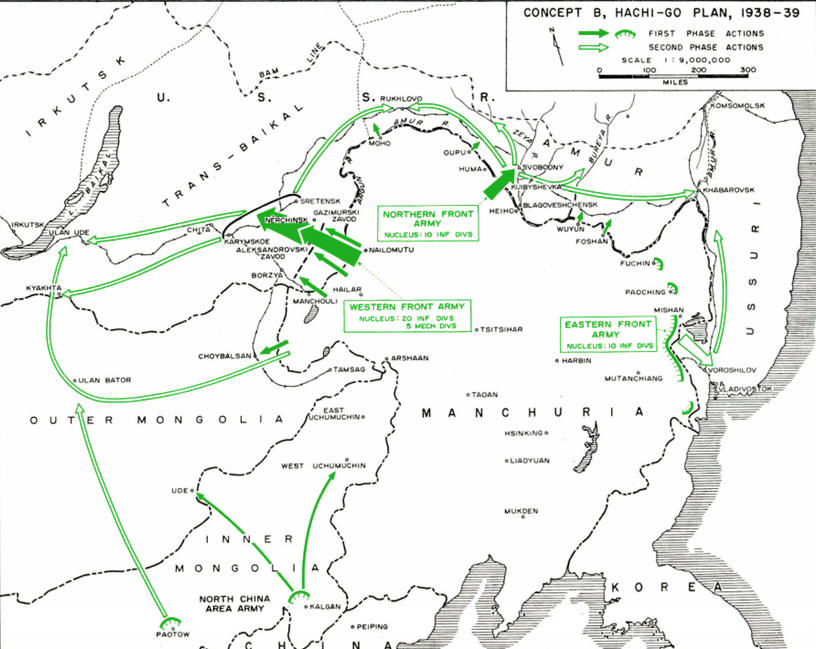
1941년 일본의 소련 침공 계획인 관특연 중 하치고 작전 B안을 묘사한 지도

일본은 1941년 관동군이 중심이 되어 소련 침공작전인 관특연을 계획하였다. 이 작전은 남진론 신봉자들의 동남아시아 공격 준비와 중일 전쟁의 장기화, 유럽에서 독일의 여의치 않은 전황 그리고 미국 및 동맹국의 대일 경제 제재로 1941년 8월 9일 폐지되었다. 태평양 전쟁 발발 이후 관동군에 소속되어 있던 대다수의 베테랑 부대가 동남아시아 및 태평양 지역에 배치되면서, 관동군의 병력이 줄어들었고 이에 따라 관동군의 대소련 전략에도 변화가 생겼다. 1942년 관동군의 전략은 1941년과 같았고, 공세를 취할 것으로 예상되는 붉은 군대를 국경에서 견제하기 위해 공격 작전은 모든 전선에서 지연 작전으로 전환되었다. 1941년 관동군의 전략은 할힌골 전투의 경험을 바탕에 두었고, 소련에 대한 공세 계획은 다싱안링산맥이 가로막고 있는 서부보다 북부와 동부 지역에 집중되었다. 특히 일본군은 만저우리, 하일라르, 후룬베이얼 등 서부에 대규모로 군대를 집결해 소련-만주 국경을 돌파하고 시베리아 횡단 철도가 있는 네르친스크와 스레텐스크까지 돌파할 계획도 가지고 있었다. 하지만 관동군의 병력이 지속적으로 약화되자, 1945년 5월 30일 일본 제국은 소련군의 국경 지대 진격을 지연시키고, 한국 국경 근처의 퉁화시를 중심으로 한 요새로 퇴각하는 최종 작전 계획을 채택했다. 일본에서는 육군본부를 창춘에서 선제적으로 철수시키는 방안까지 잠시 권고됐지만 안보와 정치, 심리적 이유로 이는 거부됐다.
일본군의 전반적인 전술은 정신적인 것에 의존하고 있었고 적과의 교전에서 이러한 전술은 분분한 결과를 낳았다. 일본군은 전략에서 기본적으로 "정신"에 대해 포기하지 않았고, 이는 종종 논리적인 사고나 합리적인 개념에서 벗어나는 경우도 많았다. 이러한 정신적인 전술은 1868년 메이지 유신까지 그 기원을 찾을 수 있다. 메이지 유신 시기 일본 정부와 일본군은 무사도를 홍보의 도구로 사용했다. 또한 메이지 유신 당시 옛 사무라이들의 지도자였던 사이고 다카모리의 자살은 일본 정부로 하여금 전투에서의 죽음을 이상화하고 낭만화하게 했으며 자살을 명예로운 최후의 행동으로 간주하게 했다. 1905년 러일 전쟁 이후에도 다른 열강은 일본 육군이 채택한 독일식 화력주의에 주목했지만 일본 육군은 여전히 무사도와 정신력을 주요 전술로 유지하며 군의 기술은 경시했다.  이후 쇼와 천황 시기 무사도는 군국주의를 정당화하는데 사용되었으며 전쟁은 숭고한 것이며 죽음은 의무라고 홍보를 했다. 대표적인 예로 일본군 보병대대 사령관들이 연합군을 격퇴하기 위한 최후의 수단으로 전투가 곧 패배할 것을 예견할 때 사용되었던 반자이 돌격이 있다. 이 외에도 가이텐
, 가미카제 등도 무사도와 야마토다마시의 영향을 받은 일본군의 전술이었다.
한편 일본군 내에서 전통에 대한 광신적인 집착은 교리와 기술 모두에 대한 수정을 방해하여 이 문제에 대해 말하는 사람들은 "약한 마음을 가졌다"던가 "제국 군대를 모욕한다"라는 비난을 받았다. 태평양 전쟁이 끝나갈 무렵, 일본 지도자들은 자신들의 운명을 역전시킬 방법으로 제트 전투기와 소위 "죽음의 광선"과 같은 놀라운 무기들에 희망을 걸었다.

## 작전

### 만주 및 내몽골

1945년 8월 만주 전략공세작전 당시 소련군의 진격도.

1945년 8월 7일 오후 4시 30분, 이오시프 스탈린은 극동지역 소련군 총사령관 알렉세이 안토노프 참모총장에게 8월 9일 3개 전선에 대한 적대행위를 명령하는 지시서에 서명했다. 1945년 8월 9일 0시에 소련군은 국경을 넘어 만주 북부, 동부, 서부에서 진격했다. 1945년 8월 9일 새벽 4시에 일본 정부 역시 라디오 방송을 통해 소련군의 선전포고를 알게 되었다. 소련의 만주 침공 당시 관동군 총사령관이었던 야마다 오토조가 다롄에 주둔하고 있었기 때문에, 히코사부로 하타가 총사령관직을 맡게 되었다.
1945년 8월 9일부터 8월 10일까지 소련군은 폭격기를 이용해 지린, 하얼빈, 창춘 지역의 철도, 비행장, 일본군 핵심 시설을 공격했다. 개전 후 소련군의 폭격으로 인해 일본군 장성은 효율적인 지휘를 하지 못했고 부대와 지휘부 사이의 통신이 두절되었다. 소련군의 공세 규모로 보아 그것이 전면 공세를 의미하는 것으로 여겨졌음에도 관동군 총사령부는 일시적인 월경 공격일 가능성을 감안해 대본영으로부터의 '정밀 확보'를 지키는 것을 전선부대에 명령했다. 이 때문에 압도적인 소련군의 공격으로 전멸하는 수비대도 나오고 있는 와중에, 새벽 3시 관동부가 전선에 내린 지시는 '전면 개전을 준비하라'는 것이었다. 전선에서 속속 들어오는 보고를 듣고 나서야 전면 침공을 확신한 관동군 사령부는 대본영의 답변을 기다리지 않고 8월 9일 오전 6시에 '당장의 적을 격파'하라고 명령을 갱신했다.
1945년 8월 9일 오후 4시 30분부터 트란스바이칼 전선이 국경을 넘어 만주 본토로 들어오기 시작했다. 제17군이 선봉으로 진격을 맡아 작전 개시 하루 만에 50km를 돌파해 타분누르호 일대까지 진격했고, 제6전차근위대는 150km를 돌파해 다싱안링산맥 인근까지 진격했다. 제39군단이 60km를 돌파했고, 제36군단은 아르군강을 건너 하이라얼로 진격했다. 소련-몽골 기병기계화군단도 1945년 8월 9일 만몽 국경을 돌파해 몽강연합자치정부와 만주국을 동시에 공격했다. 내몽골군과 소련-몽골 기병기계화군단 사이의 접전이 있었지만 내몽골군은 빠르게 격파되었다. 1945년 8월 10일, 몽골 인민공화국 국가원수 허를러깅 처이발상은 일본에 선전포고하고, 몽골 인민의회는 대일 선전 포고문을 승인했다. 8월 12일 소련군은 만주 전역에서 일본군의 전선을 돌파했다. 8월 12일부터 16일까지 이어진 무단장 전투에서 일본군은 소련군의 진격을 지연시키고 철수에 성공했지만, 대부분의 전선에서 일본군은 빠르게 붕괴했다.

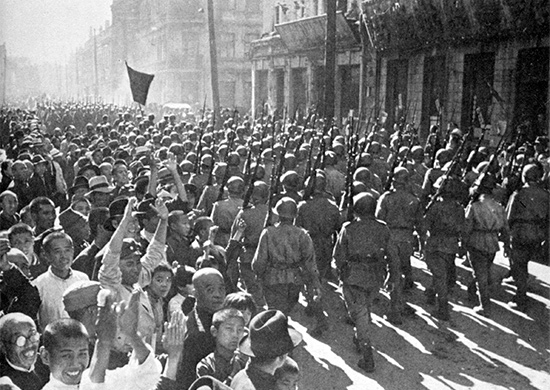
1945년 8월 21일 소련군이 해방된 하얼빈에 들어서고 있다.

1945년 8월 9일, 히로시마·나가사키 원자폭탄 투하와 소련의 선전포고 등을 바탕으로 일본 정부는 포츠담 선언을 수용하기로 결정하고 전사참의원을 열었다. 참의원 구성원이었던 총리 스즈키 간타로, 일본 해군성 해군대장 요나이 미쓰마사, 그리고 외무대신 도고 시게노리는 히로히토에게 포츠담 선언과 무조건 항복을 수용할 것을 요구했다. 8월 10일 밤, 히로히토는 도고의 의견에 동의하며 포츠담 선언의 내용을 받아들이기로 결정했다. 그러나 일본군 내부에서는 항복을 받아들이지 않는 군인들이 있었고, 이들 중 일부는 육군성 대신 아나미 고레치카에게 항의했으나 고레치카는 군인으로서 천황의 뜻을 받들어야 한다고 말했다. 8월 14일 일본 참모본부는 천황의 뜻을 수용하기로 결정하고 이를 이행하기 위한 각서를 만들었다. 이 각서에는 아나미뿐만 아니라 스기야마 겐, 우메즈 요시지로, 가와베 도라시로, 도이하라 겐지, 와카마츠 타다이치 등이 서명했다. 고레치카의 항복 수용과 참모본부의 각서는 도쿄 내에서 쿠데타를 선동하려는 어떤 시도도 막을 수 있는 수단으로 작용했다. 이러한 예방책에도 불구하고, 1945년 8월 14일 일본의 항복에 반대한 육군이 하타나카 겐지를 중심으로 반란을 일으켰다. 궁성 사건이라 불리는 이 사건은 8월 15일 다나카 스즈이치가 반란군을 설득시켜 해체시킴으로써 끝이 나게 되었다.
8월 15일 일본 천황이 라디오로 항복을 선언하고, 8월 16일 천황은 관동군 사령관 야마다 오토조에게 항복할 것을 명령했다. 8월 17일에는 천황이 모든 일본군에게 전투를 중지할 것을 명령했다. 그럼에도 불구하고 일부 일본군 사단은 항복을 거부한채 소련군과 며칠 간 교전을 벌였다. 한편 8월 16일 만주국 국왕이었던 푸이가 한국으로 탈출하려다가 소련군에게 붙잡혔고 뒤이어 8월 18일 만주국이 소련에 항복했다. 1945년 8월 19일 치치하얼이 소련군에게 함락되었고, 몽강연합자치정부가 소련에 항복했으며 8월 20일에는 창춘과 선양, 그리고 하얼빈이 소련군에 점령되었다. 8월 22일에 소련군은 뤼순까지 점령했다. 1945년 8월 25일까지 소련군은 지린, 퉁화, 다롄을 점령했다.

### 한반도

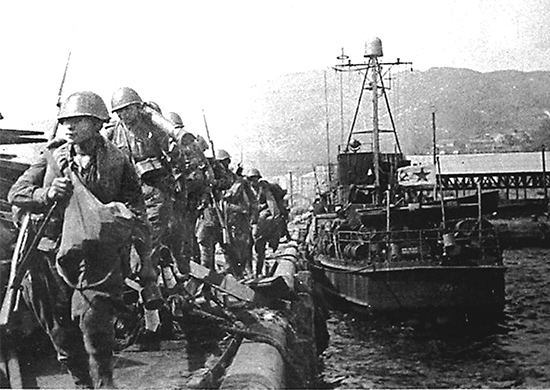
1945년 청진에 상륙한 소련군.

소련군이 한반도를 처음 공격한 것은 만주 전략공세작전 때로, 1945년 8월 9일 러시아 태평양 함대는 한반도 북부의 웅기, 나진, 성진을 공격했다. 이후 제1극동전선군 소속 제25군에서 G. I. 샤닌 소장이 지휘하는 남부군이 분리되었고, 제386소총사단을 비롯한 여러 개의 다른 사단으로 구성된 이 부대에 제393소총사단이 추가되었다. 극동지역 소련군 총사령관이었던 알렉산드르 바실렙스키는 이미 8월 8일 한국 국민에게 보낸 연설에서 한국인들에게 일본 통치에 대항하는 투쟁에 나설 것을 촉구했다.
 제국주의 일본은 멸망할 것입니다! 한국인 여러분, 당신의 노예들과 함께 성전을 벌이세요! 당신의 적극적인 투쟁으로 자유롭고 행복한 삶을 살 권리를 얻을 것입니다. 자유와 독립의 깃발이 서울 위로 떠오르고 있습니다. 후방에 있는 한국인들은 일본의 군사행동을 모든 힘과 방법으로 격파하십시오. 게릴라 부대를 조직하세요. 일본인들을 가능한 한 공격하십시오! 전선에 있는 한국 사람들은 일본군에 맞서 무기를 들고, 일본 장교들을 물리치고, 붉은 군대 쪽으로 가십시오! 한국인 여러분, 우리는 공통의 적을 가지고 있습니다. 일본인들이죠! 우리가 일본의 억압으로부터 당신의 석방을 위해 싸우는 것을 도울 것이라는 것을 알아 주시기 바랍니다. 일본 침략자에게 죽음을!

 — 알렉산드르 바실렙스키

8월 9일, 소련군은 경흥을 점령했고 이는 한반도에서 최초로 해방된 마을이 되었다. 이후 남부군의 한 군대는 회령과 투먼으로 진격했고, 다른 군대는 한국의 북동쪽 해안에 있는 나선으로 진격했다. 8월 11일, N.S. 이바노프스키 제독의 지휘 하에 상륙한 낙하산 부대가 웅기 항구에 상륙했다. 그와 거의 동시에 제393소총사단의 일부가 웅가에 입성하여 작은 수비대를 남겨두고 나진 마을로 계속 이동했다. 다음날 나진에서 상륙한 낙하산 부대는 8월 13일까지 항구와 주요 도시를 점령했고, 8월 14일 해상 부대는 제393소총사단과 함께 나진 내의 일본군을 완전히 소탕했다. 두만강 지역과 웅기항 및 나진항이 소련군의 손에 넘어감에 따라 일본 본토의 부대와 관동군 사이의 연락망이 끊기게 되었고, 소련군은 이를 통해 한반도 동북부의 주요 항구 중 하나인 청진을 공격하기 위한 교두보를 마련할 수 있었다. 8월 13일부터 소련군은 청진을 확보하기 위한 전투를 벌이기 시작했으며 3일 간의 전투 끝에 8월 16일 청진 내의 일본군을 완전히 소탕했다. 8월 19일 저녁 총 800명의 소련 해병대와 소총군단이 성진 항구의 부두에 상륙하여 저항 없이 도시와 항구를 점령했다. 8월 22일 소련군은 원산에 상륙해 도시를 점령했고, 8월 27일에는 평양까지 남하했다.

### 사할린

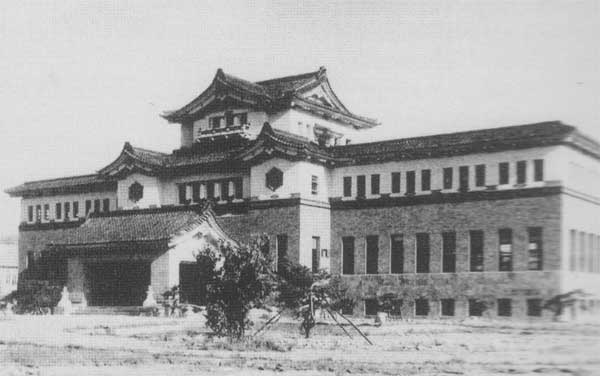
소련의 침공 당시 일본 제88사단의 사단본부로 쓰였던 건물. 2023년 현재는 사할린주 향토박물관으로 쓰이고 있다.

소련-일본 전쟁이 발발하기 이전 남사할린 일대의 일본군의 배치는 기타 지구(北地区, 시쿠카 지청·에스토루 지청)와 미나미 지구(南地区, 도요하라 지청·마오카 지청)로 나뉘어져 있었다. 기타 지구는 제125보병연대가, 미나미 지구는 제88사단 주력이 분담했고, 대소련 작전과 대미국 작전 모두 개별 지구전을 치르는 작전이었다. 기타 지구는 툰드라로 덮여 교통망이 발달되어 있지 않았으며 국경에서 가미시스카역 부근까지는 군도로가 외길이었고 철도도 단선이었기 때문에 적의 진로를 예상하기에는 용이하였다. 일본 제88사단에서는 1945년 6월 하순부터 계속 상부인 제5방면군에 대소련전 준비를 위한 전환배치를 요구해 왔으나, 제5방면군은 8월 3일이 되어서야 소련군 내습시 요격하라는 허가를 내렸다.
1945년 8월 9일 전쟁이 발발했을 때, 소련군의 사할린섬 침공 계획은 크게 3단계로 나뉘어졌다. 1단계로 제79저격사단과 제214전차여단으로 구성된 제1제단이 사할린 국경을 돌파하고, 2단계에 고톤 요새를 공략, 제3단계에는 제2저격여단이 주요 부대로 편성된 제2제단이 단숨에 초월 진격해 사할린 남부를 점령한다는 것이었다. 국경 지대로부터의 2개 제단이 주축이 되었고, 도로와 마오카에는 보조적인 상륙 작전이 계획되어 있었다. 국경의 북쪽 지구 수비를 담당하는 제125보병연대는 8월 9일 주력이 나이로·카미시스카에 있었고, 제2대대만이 고톤에서 소련군에 대비하고 있었다. 1945년 8월 9일 연대장 고바야시 대령은 국경 부근의 분초와 주민 후퇴와 도로 파괴를 명령하고 연대 주력을 이끌고 북상했다. 소련군이 포격만 할 뿐 진격에 착수하지 않아 일본군은 8월 10일 고톤 북서쪽 팔방산에 포진을 마칠 수 있었다.
소련군의 침공은 8월 11일 오전 5시부터 시작되었다. 최전방에 위치한 한다 취락에서 일본군은 보병 2개 소대와 국경경찰대 28명 등 모두 100명 정도의 수비병력을 갖추면서 전차와 항공기에 지원된 소련군 선발대를 하루 밤낮 저지한 뒤 8월 12일 거의 전멸했는데, 이 전투는 인근 일본군에게 사기 진작을 가져다 주었고, 한편 소련군은 한다에 요새가 있었던 것처럼 기록할 정도로 충격을 받았다. 8월 12일 낮에는 우의가에서 툰드라 지대를 강행 돌파한 소련군 제179저격연대가 고톤에 진출하기 시작했으나 훈련용 목총과 총검으로 무장한 제88연대 제2대대와 헌병의 돌격으로 발이 묶였다. 8월 13일부터 16일까지 양측은 팔방산과 고톤 일대에서 격전을 벌였고, 8월 16일부터는 소련군 주력도 화포 213문 등을 발포하는 등 총공격을 재개하여 고둔까지의 군도를 확보하였으나 일본군 주진지인 팔방산은 함락시키지 못했다. 8월 17일부터 18일경 일본 제125보병연대 본부에 사단의 정전명령이 하달되었지만 양측의 전투는 계속됐다. 8월 18일 연대장 고바야시 대령은 군사를 파견하여 항복에 응했다. 제125보병연대는 8월 19일이 되어서야 소련군에 항복했다.
소련군은 제2기 작전의 일환으로 남사할린 제2의 도시인 에스토루정과 가까운 도로 상륙작전을 계획하고 있었다. 이 때문에 8월 10일 이후 에스토루항과 도로항은 소련 북태평양함대 항공대의 공격 목표로 여겨졌다. 8월 13일에는 어뢰정과 커터를 통한 정찰이 이뤄져 거의 수비병력이 없는 것으로 판단됐다. 상륙 결행은 육상 침공과 연계해 실시할 예정이었으나, 북태평양 함대 사령관이었던 블라디미르 안드레예프는 이를 호기로 여겨 8월 16일 상륙을 독단적으로 결정했다. 에스토루정과·도로정 부근은 소련군 상륙 당시 제125보병연대의 1개 중대와 약간의 후방 부대가 있을 뿐이었다. 소베츠카야가반에서 소련군이 침공을 시작한 후, 혼도안베츠선으로 공격할 위험이 있었기 때문에 제25보병연대의 정규 1개 중대(기관총 소대 배속)와 훈련중인 초년병 1개 중대(산포 1문 배속)등이 8월 14일에 증파되어 있었다. 이 밖에 제301특설경비중대와 도요하라 지구 제8특설경비대, 의용전투대(학도 600명과 여 80명 포함)도 소집되었다.
8월 15일 소련군은 경비함 1척, 기뢰부설함 1척, 수송선 2척, 소함정 다수를 소비에트카야 가바니에서 4파로 나눠 출격시켰다. 일본의 포츠담 선언 수락 표명 이후인 8월 16일 이른 아침 제365해군보병대대와 제113저격여단 제2대가 함포 사격과 해군기의 엄호 아래 도로 상륙을 개시하였다. 도로 마을은 소실되고 수비의 1개 소대는 괴멸했다. 아베 쇼마츠토로 촌장(의용전투대장 겸무) 등은 에스토루 지청으로부터 종전과 저항 중지를 통보받고 소련 해군 보병과의 정전협상에 나섰으나 무장해제와 주민소환 요구로 인질로 잡혀 곧 사살됐다. 가미시스카로 피난하는 민간인은 무차별적인 기총 소사를 당해 사상자가 속출했다.
8월 16일 대본영은 제5방면군을 포함한 대륙명 1382호를 전군에 내보내고 정전협상 성립 전에 적이 내공할 때 불가피한 자위전투를 제외하고 즉각적인 전투행동정지를 명령했다. 그러나 8월 16일 도로 상륙작전이 시작되자 제5방면군 사령부 히구치 게이치로 중장은 소련군이 사할린을 거쳐 홋카이도까지 진출할 가능성이 있다고 보고 8월 16일 오후 제88사단에 전투를 계속해 소련군의 전진을 막고 홋카이도 침공 거점으로 사용될 우려가 있는 남사할린을 사수하라고 명령했다. 소련군은 8월 17일 오전 7시에서 8시 30분 사이에 에스토루 시가를 점령했고 오전 10시 30분경 에스토루항에서 상륙한 독립 기관총 중대와 함께 하마 시가를 점령했다.
소련군은 제3기 작전의 보조작전으로 마오카 상륙작전을 계획하고 있었으나 국경 방면의 전황 등을 감안해 8월 15일 마오카 상륙작전 발동 준비를 지시했다. 일본 측 나카야마의 주장에 따르면 소련의 마오카 상륙의 목적은 일본 측이 본토에서 군대를 소집하는 것을 저지하고 홋카이도 침공을 위한 거점을 조기 확보하는 것에 있었다. 상륙부대는 제113저격여단 주력과 해군 혼성보병대대로 구성되어 있었으며 8월 18일 타타르 해협 인근 포스트바야만과 와니노만에서 수송선 5척과 소해정 4척, 경비정 9척에 승선해 다음날인 19일 아침 출항했다. 상륙부대 지휘관은 제113저격여단장인 I. 자하로프 대령이었고, 선단 지휘관은 레온티 체레미소프 해군 대령이었다.
8월 20일 88사단 스즈키 참모장은 처음에는 소련군과 협상을 벌였지만, 사할린 사수 명령에 묶인 스즈키는 소련군의 남사할린 진주를 보류하자고 주장했고 소련군은 이들의 진주와 일본군의 무장해제·전면투항을 주장하여 정전협상은 마무리되지 않았다. 소련 측 기록에 따르면 마오카 시가전에서 건물이나 지하실에 농성한 일본군을 소탕해 일본군 300명 이상을 사상시키고 600명 이상을 포로로 잡았다고 하지만, 일본측 기록에 따르면 마오카 시가에는 방어 진지는 없으며 일본군도 응전하지 않고 있다고 나왔고, 이 때문에, 공격을 받은 것은 민간인, 특히 군복 유사의 국민복을 착용하고 있던 자였다고도 주장되었다. 소련군의 행동을 본 일본군은 위수근무령 12조와 13조(경찰행동과 유사한 규정)에 따라 한정적인 무기사용허가를 내주고 8월 20일 15시 30분경 산중에서 소련군과 몸싸움을 벌였다. 8월 22일부터 24일까지 소련군은 성공적으로 작전을 수행했고 블라디보스토크에서 지원 부대가 도착해 소련군의 남사할린 소탕 작전은 이어졌다.
만주에 출장 중인 대본영의 아사에다 시게하루 참모로부터 8월 21일 삿포로의 제5방면군에 "자위 전투의 이름을 빌려 전투를 계속할 때는 이후 만주 및 기타지마 방면의 장병은 형언할 수 없는 통고에 조우할 것이다"는 전보가 들어왔다. 이 지시에 따라 곧바로 삿포로 제5방면군은 그동안의 사할린 사수 명령을 사실상 번복하는 형식으로 제88사단에 정전 명령을 내렸다. 8월 22일 제88사단의 스즈키 참모장과 소련군의 알리모프 소장 사이에 정전 협상이 이루어졌다. 8월 23일 이른 아침 소련군은 마오카에서 해군보병혼성여단을 출항시킨 뒤 다음날 혼토를 거쳐 8월 25일 오도모리에 상륙했다. 일본군의 저항은 없었고, 소련군은 오도모리 해군기지 등을 점령했다. 한편 마오카 북쪽의 오노토로 비행장은 소련 해군 공수부대가 8월 22일 점령하였다.

### 쿠릴 열도

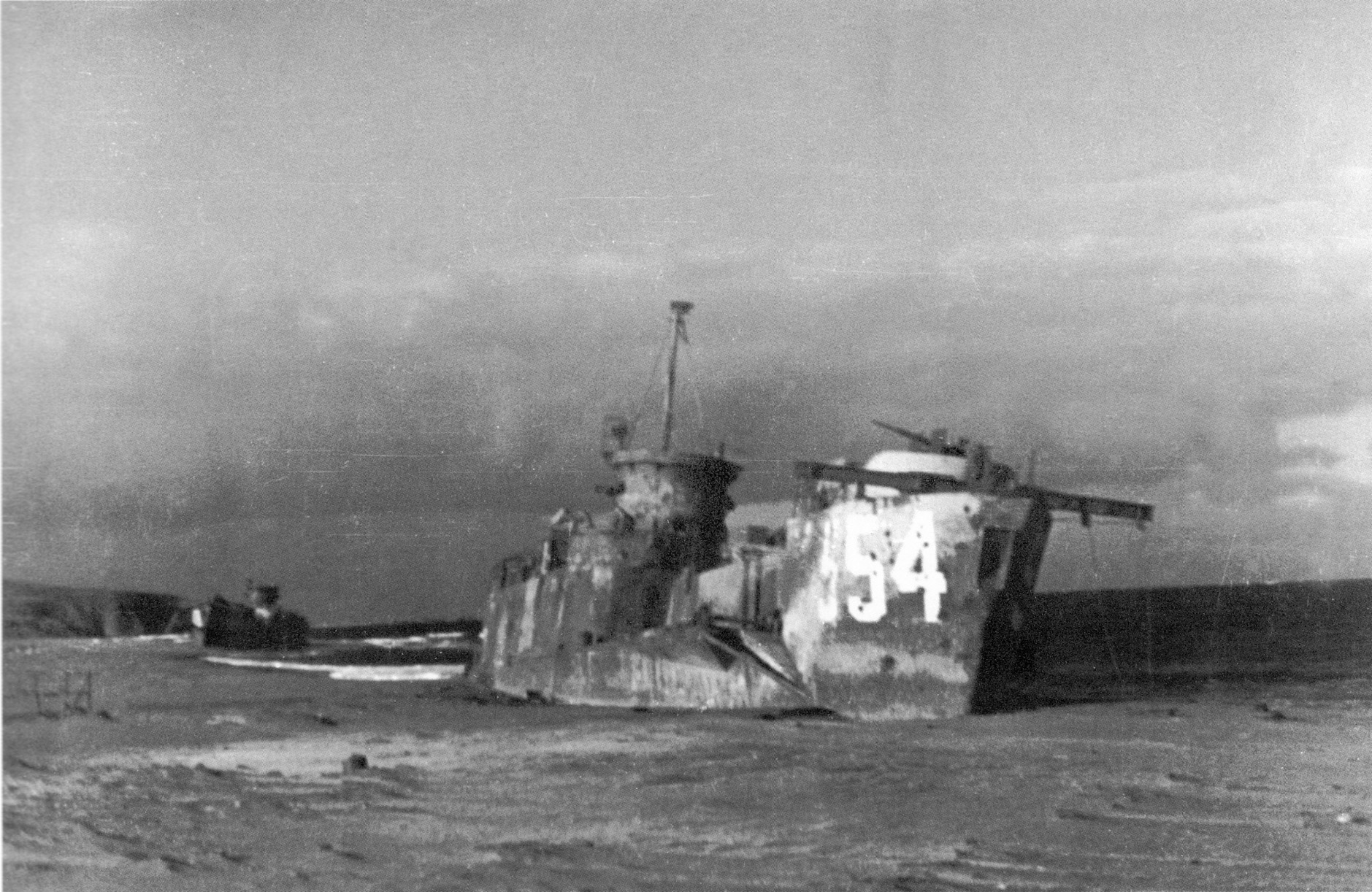
슘슈섬 상륙 당시 일본군의 포격으로 파괴된 소련군 함정.

소련이 쿠릴 열도에 대한 침공을 개시한 것은 일본 측이 캄차카반도에서 12km 밖에 떨어지지 않았던 슘슈섬을 요새화한 것이 발단이 되었다. 하지만 슘슈섬의 요새는 대부분 가짜이거나 위장된 것이 많았으며, 소련군 사령부는 이에 대해 알지 못했고, 슘슈섬 요새는 또 다른 강화된 요새였던 파라무시르섬에서 지원을 받을 수 있었다. 슘슈섬 상륙부대는 제2극동전선군의 일부이자 캄차카 방어구역에 있었던 제101소총사단이 맡았다. 슘슈섬 공격은 1945년 8월 15일 캄차카반도의 로팟카곶에 위치한 해안포가 슘슈섬을 향해 포격을 개시하면서 시작되었고, 이 포격은 3일간 이어졌다.
쿠릴열도와 사할린, 홋카이도를 수비하는 일본군은 삿포로에 본부를 둔 제5방면군 사령관 시노구치 지이치로(樋口一一郞) 중장이 통솔하였다. 1943년 알류샨 전투 패배 이후 슘슈섬은 일본 북방전선의 교두보가 될 정도로 병력이 강화되었다. 1944년 하순, 쿠릴열도 북부의 수비 병력은 한때 거의 5만 명에 이르렀으나, 이후 수비의 중심이 바뀌어, 병력이 계속 일본 본토로 차출되었다. 1945년 8월까지 쿠릴열도 북부의 수비력은 쓰쓰미 후사키 중장의 제91사단 예하 2개 여단을 주축으로 스기노 다케시 소장의 보병 제73여단이 슘슈섬, 사토 정치소장의 보병 제74여단이 파라무시르섬에 주둔하여 각 여단 산하에 5개의 독립보병대대를 관할하였다. 1944년 이른 봄에는 관동군의 전차 제11연대도 만주에서 증원되어, 해군 경비대의 양용 전차를 합하여 쿠릴열도 북부수비군은 모두 74대의 전차를 보유하고 있었다. 쿠릴열도에는 3곳의 비행장과 1곳의 수상비행기 기지가 있어 최대 5개에서 6개 전대 규모의 항공병력이 주둔할 수 있었으나, 1945년 8월 전투 당시 섬에는 4대의 1식 전투기와 4대의 97식 함상공격기가 남아 있었고 이 비행기들은 육군비행대 제54전대와 해군북동항공대 기타쿠릴열도 파견대에 소속되어 있다. 8월 15일, 슘슈섬 주둔군은 히로히토 천황이 낭독한 '옥음방송'을 접수한 다음 날, 제5방면군으로부터 '대륙명 제1382호'라는 일방적인 휴전을 받았고, 대륙명 제1382호는 "모든 전투행위를 즉각 중지하되 부득이한 경우 자위행동을 할 수 있으며, 18일 16시부터는 완전히 휴전한다"는 내용을 담고 있었다.
8월 17일 오전 5시, 소련 함정은 차례로 닻을 내리고 짙은 안개 속에서 170해리(315㎞) 떨어진 슘슈섬으로 향했다. 소련 선박 간에는 엄격한 무전 금지가 유지되어, 단지 깃발과 발광 신호만으로 연락을 유지하고 있었다. 18일 오후 4시 22분 해병대 군단이 이끄는 상륙부대 1,363명이 슈토프 소령의 지휘 하에 슘슈섬에 상륙했다. 소련군의 상륙 소식은 동이 틀 무렵 파라무시르섬에 있는 제91사단 사령부에 전해졌다. 제5방면군 사령관 시노구치 중장은 이 소식을 듣고 "적 상륙부대를 단호히 반격해 분쇄하라"고 지시했다. 연대장인 이케다 스에오 대좌는 전차 중대를 보내 무장 정찰을 하는 한편, 나머지 부대를 주둔지에서 출발시켜 하시바키에서 14km 떨어진 덴가미 산으로 집결시켰다. 오전 9시쯤 이케다 친이 2개 중대를 이끌고 덴가미산 앞에서 스링산(四南山) 남쪽 기슭으로 나갔을 때 소련군 선발지대는 북쪽 기슭에서 거의 정상에 올랐 상륙병의 수가 제한되고 대전차 무기가 없는 것을 본 이케다는 즉시 반격으로 전환하였고, 30여 대의 전차단이 횡렬로 소련군 보병을 향해 정면 돌격을 개시하고 진지 내 제282독립보병대대의 보병과 협력하여 고사포의 직사 지원을 받아 소련군을 고지에서 몰아냈다. 소련군 선발대가 사령부와 연락을 취해 고지에 포격을 가해 고지에서 진격하는데 성공했지만 소련군은 고지 내 일본군을 좀처럼 제압하지 못했고, 일본군도 전차와 탄약이 소진돼 결정적인 타격을 주지 못했다.
18일 일본군 수비부대가 적극적으로 방어부대를 조직하고 후속 원병을 속속 전장에 투입하면서, 슘슈섬에 상륙한 소련군이 바다로 쫓겨나는 것은 시간문제처럼 보였다. 교전이 한창이던 오후, 제91사단은 제5방면군으로부터 "전투를 중지하고 자위행동으로 전환하라"는 명령을 받고, 방면군의 명령에 따라 일방적으로 휴전을 하고, 군사들을 파견하여 휴전협상에 착수했다. 이 틈을 타 소련군 보병들은 함포와 포대의 지원을 받아 공격을 재개하여 여러 요지를 탈취하고 저녁 무렵 시난산 남쪽 비탈로 돌진하여 정면 길이 4km, 종심 5km~6km의 교두보를 확보하였다.
일본군은 8월 18일 오후 사단장교인 나가시마 조 대위를 소련군 진지로 보내 현 전선을 경계로 즉각 휴전을 요구했다. 이때 산발적인 교전은 일부 지역에서 계속되었고, 사절단은 전장을 가로지르는 도중 때때로 사격을 받았다 그러나 일본군 군사들이 소련군 사령부에 도착하자, 상대방은 나가시마의 군사 신분을 믿지 않고 그를 체포하여, 소련군 제2제대 지휘관인 아르추신 대령이 나서서 마침내 만남을 가졌다. 소련 측의 요청에 따라 제73보병여단장인 스기노 소장과 제91사단 참모장인 야나기오카 다케시 대좌가 직접 군사를 맡아 19일 오후 그네치코 소장과 본격적인 협상을 시작했다. 즉시 휴전하는 것 외에도 소련 측은 일본군에게 현장에서 무기를 제거하고 집중 포로를 요구했고, 일본 측 대표는 상황을 타개하기 위해 승낙했다. 그러나 소식을 듣고 양보를 거부하자 야나기오카에게 다음날까지 재협상을 명령했다. 소련군은 휴전에 합의했다고 보고 쿠릴열도 상륙작전의 다음 단계를 시작했다. 8월 19일 오전 특별조직된 돌격대가 구니바타자키와 오바사키의 화력 거점을 파괴하고 수송선을 접안시키고 중포와 운반차량을 싣고 19일 오후까지 모든 병사들의 무기 상륙을 완료했다. 그네치코는 또 8월 20일까지 항공병 1개 연대를 가타오카 비행장에 전진 배치하고, 일부 병력에게 오네코탄섬을 점령하도록 함정을 파견할 예정이었다.

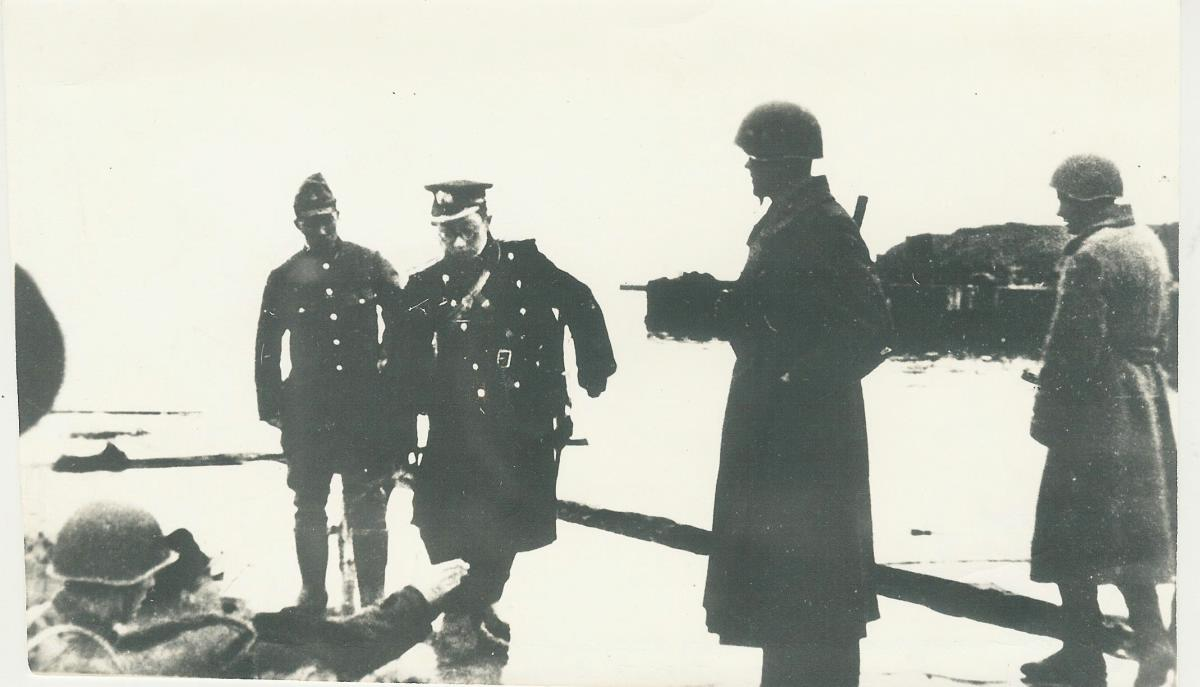
항복 협상을 위해 도착한 쓰쓰미 후사키 중장

8월 20일 이른 아침, 오호츠크함, 키로프함, 제르진스키함, 소해정 Tsh-525호, 수송선 푸가초프함 등으로 구성된 소련 함대가 가타오카만을 점령하기 위해 슘슈섬과 파라무시르섬 사이의 쿠릴 제2해협에 진입했다. 함대가 해협에 접근했을 때, 그 항로를 안내하기로 약속한 일본 마중꾼이 나타나지 않자, 소련군은 직접 입항하려 하였다. 이때 슘슈섬 조미자키(见見军) 포대에 있던 일본해군 제51경비대가 갑자기 76mm 고사포로 발포했고, 97식 함상공격기 2대가 소련 군함 상공으로 날아와 위협했다. 소련군 함대는 즉각 대응사격을 했으나 일본군의 정밀하고 밀집된 포화에 밀려 연막을 치면서 키를 돌려 후퇴해야 했다.교전 과정에서 키로프호와 오호츠크호는 총탄 2발을 맞고 2명이 숨지고 13명이 부상했으며, 함상의 조타기구와 중앙조명시스템, 전신기가 모두 파손됐다. 각 함대는 오전에 쿠릴열도 제1해협으로 철수하였다. 소련 측은 이 포격을 일본군의 배신적인 도발로 간주하고 슘슈섬과 파라무시르섬에 대한 총공격을 결정했다. 소련군 상륙 지휘부는 다시 협상하러 온 군사를 억류하고, 각 부대 분대의 배치를 재조정하고, 포병과 항공병을 소집하여 결정적인 공격을 실시할 준비를 갖추었다. 상황이 점점 불리해지자 일본군은 다시 전비 명령을 내려 8월 21일 아침 소련군과 결전을 시도했다. 그러나 관동군과 극동 소련군 총사령관 알렉산드르 바실렙스키 원수가 8월 19일 맺은 휴전 합의가 위태로워질 것을 우려해 일본군은 조에게 총공격을 중지하고 소련 측의 뜻에 따라 행동할 것을 명령했다. 21일 새벽, 그네치코는 대표를 통해 일본군에 무기를 버리고 항복하라는 최후통첩을 하달했고, 그날 밤 일본군은 소련 측에 동의한다는 회신을 보냈다. 8월 23일 정오, 조의 수행원들은 소련군의 기함 키로프호에서 그네치코를 만나 항복문서에 서명했다. 이날 슘슈섬 수비군 대대는 섬 남쪽의 미요시노 비행장에 집결하여 소련군의 감시하에 무장해제되었다.
8월 19일, 슘슈섬에서 소련군과 일본군의 전투가 진행되는 동안, 소련 태평양 함대사령부는 캄차카 방어 지역에 다음 작전을 배치하여 8월 25일까지 시무시르섬 북쪽의 쿠릴 열도의 다른 모든 섬을 점령하는 것을 제한했다. 8월 23일 제91사단의 항복과 함께 소련군의 상륙부대가 속속 승선해 슘슈섬 남쪽 섬으로 진격하기 시작했다. 23일부터 24일까지 제198보병연대와 제7독립보병대대가 파라무시르섬 북서부와 북동부에 상륙했지만, 파라무시르섬의 일본군은 저항하지 않고 모두 무기를 버리고 항복했다. 페트로파블롭스크캄차츠키 해군기지의 선박들은 25일 캄차카 방위구역에서 2개 노선으로 남하해 오네코탄섬과 시아시코탄섬, 하림코탄섬을 점령했고, 다른 부대는 이날 마투아섬에서 이 섬을 지키고 있던 제41독립혼성연대장 우에다 미에 대좌에게 항복명령을 내려 4,000명에 가까운 수비부대를 무장해제하고 26일 시무시르섬을 점령했다. 임무를 마친 그네치코는 여세를 몰아 계속 남하하여 8월 29일 주력을 이끌고 우루프섬에 상륙하여 수비사령관과 제129독립여단장 니보 스스메 소장이 항복 수속을 협의하였다. 제129독립혼성여단은 8월 31일 섬 동북단의 미시마만에 집결해 집중 무장해제됐다.

## 역내 항일 세력과의 연대

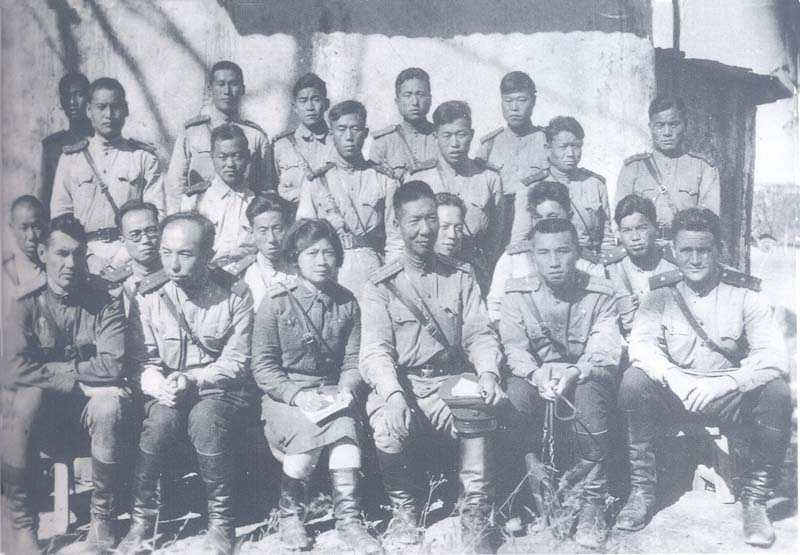
1943년 10월 5일 촬영한 제88독립보병여단 대원들. 1936년 결성된 동북항일연군이 이들의 기원이다.

1930년대 만주사변 이후 만주에서 활동하던 중국인 항일 게릴라부대 대다수는 1936년 동북항일연군에 편입되었고, 1945년 소련-일본 전쟁 때까지 활동하던 동북항일연군 출신 중국인은 저우바오중 밖에 없었다. 만주사변으로 붕괴된 장쉐량의 구 동북군이나 중국 국민당 세력, 그리고 만주에서 활동하던 마적은 구국군, 의용군 등 여러 항일 무장단체를 결성해 만주에서 활동했으나 1930년대 중후반 일제의 삼광작전으로 빠르게 해체되었다. 동북항일의용군의 경우 1933년 일본의 공격으로 일부는 관내로 후퇴하고 일부는 중국 공산당과 연계해 동북인민혁명군을 조직하기도 했다. 중국 공산당은 1935년 8월 1일 중국 국민간의 내전을 중지하고, 반파시스트 통일 전선을 세워 일제 침략에 대항할 것을 요구하는 8·1선언을 발표했다. 이 선언을 바탕으로 1936년 동북인민혁명군은 동북항일연군으로 이름을 변경하고 만주 내 다른 항일 무장단체와의 연대를 모색했다.
소련-일본 전쟁이 발발할 무렵 동북항일연군은 제88독립보병여단으로 소련군 편제에 들어가 있었다. 제88독립보병여단은 1942년 7월 22일 일본군의 만주 내 게릴라 소탕 작전으로 동북항일연군이 만주에서 소련으로 이동하였을 때 부대가 창설되었다. 제88독립보병여단은 소련군 부대였지만 동북항일연군의 구조와 독자성은 보존되었다. 제88독립보병여단에 참여한 주요 인물에는 김일성, 안길, 최용건 등이 있었으며, 창설 후 첫 여단장은 중국 공산당 소속 저우바오중이 맡았다. 1945년 중반 제88독립보병여단은 새로 창설된 제2극동전선군 휘하 제5소총군단에 배치되었으며, 1945년 7월 여단사령부는 만주에 있는 100명 규모의 분견대를 파견하여 별도로 공격하는 계획을 수립했으나 실행되지 않았다. 소련-일본 전쟁이 발발한 1945년 8월 9일, 제88독립보병여단은 제25군의 예비부대로 배속되어 전투를 치르지 않았고 여단장은 전선 사령관 막심 푸르카예프 장군에게 전투부대로의 이동을 요청했으나 실패했다. 제88독립보병여단은 1945년 8월 말이 되어서야 중국 둥베이의 여러 마을을 해방시켰다.

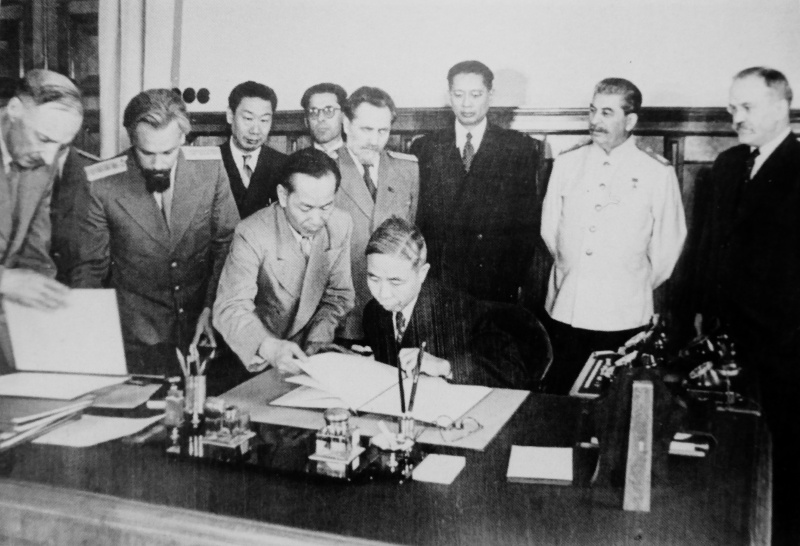
소련과 중화민국 정부가 중소 우호동맹조약을 1945년 8월 14일 소련 모스크바에서 체결하고 있다.

한편 소련 정부는 일본과의 전쟁이 진행 중이던 1945년 8월 14일 중화민국 정부와 중소 우호 동맹 조약을 체결하였다. 소련 정부는 조약이 체결되기 이전인 1945년 6월 12일과 15일 중화민국 측에 여러 가지 조건을 제시했는데, 이 중에는 "중화민국이 만주에서 행정조직을 쉽게 조직할 수 있도록 하기 위해 장 주석의 대표가 소련군과 동행해 만주로 들어오는 것을 환영한다"는 내용과 "스탈린 총서기는 중국의 통일·안정을 기대하며 만주를 중국의 일부로 통일하기를 희망했다"는 내용이 담겨 있었다. 당시 중화민국과 소련은 이 조약을 체결하여 중화민국-소련 관계를 안정시키고, 중국 공산당의 활동을 줄이며, 대일 작전을 하는 소련군이 작전 종료 후 둥베이에서 철수하여 중화민국군이 둥베이에서 주둔하고, 둥베이에서 소련과 옛 러시아의 권익을 최대한 제한하여 소련군이 신장 등지에서 활동하도록 하게 만들었다. 하지만 중화민국과의 조약과는 별도로, 1945년 8월 말 스탈린은 중국 공산당의 마오쩌둥에게 장강 이북 지역은 중국 공산당이 통치하고 장강 이남은 중국 국민당이 다스리는 것이 어떻냐고 제안하기도 했다.

## 결과

### 일본의 항복

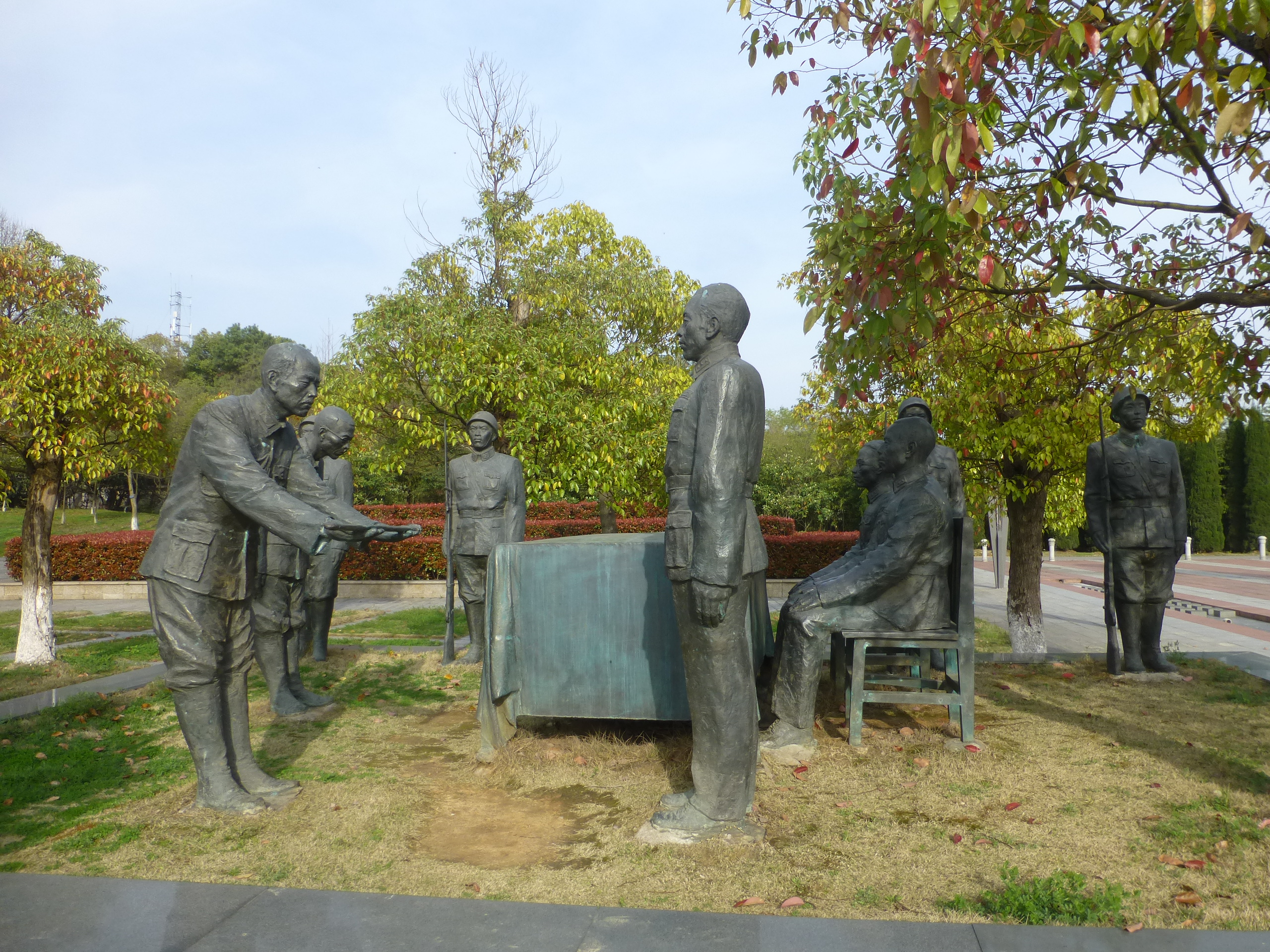
1945년 9월 18일 우한에서 오카베 나오자부로가 중화민국 제6전쟁구역 사령관 쑨웨이루에게 항복하는 모습을 동상으로 만들어 중산함박물관에서 전시하고 있다.

1945년 8월 15일 옥음방송을 통해 일본은 공식적으로 연합국에 항복 의사를 전달했지만 옥음방송의 소리가 명확하지 않았고 천황이 사용한 단어 역시 황실 언어였으며 옥음방송에서 "항복"이란 단어가 언급되지 않았기 때문에 일본 정부 측은 연합국에 무조건 항복을 하겠다는 확약을 다시 보냈다. 일본 정부의 공식적인 항복은 1945년 9월 2일 USS 미주리에서 시게미쓰 마모루와 우메즈 요시지로, 그리고 연합국 대표가 일본 항복문서에 서명하면서 이루어졌다. 소련은 쿠즈마 데레비얀코를 대표로 파견해 항복문서에 서명하게 했다.
1945년 9월 2일 일본의 공식적인 항복 이후, 일본이 점령한 식민지 및 전투 지역에서도 일본군의 항복이 이어졌다. 동남아시아에 주둔하던 일본군은 각각 9월 2일 페낭에서, 9월 10일 라부안에서, 9월 11일 사라왁 왕국에서, 그리고 9월 12일 싱가포르에서 항복했다. 한편 1945년 9월 9일 더글러스 맥아더의 명령에 따라 만주를 제외한 중국 전역과 대만, 그리고 북위 16도선 이북의 프랑스령 인도차이나에 주둔한 일본군은 모두 중화민국의 장제스에게 항복하게 되었다. 한반도에 주둔한 일본군은 북위 38도 이북의 경우 소련에, 북위 38도 이남의 경우 미군에게 항복했다. 1945년 9월 7일, 더글러스 맥아더 장군은 한반도 주민에게 제1호 포고문을 발표하고, 38선 이남의 한국에 대한 미군의 통제권을 선포하고, 군사통제 중 영어를 공용어로 제정하였고, 이에 따라 서울에 위치하고 있던 조선총독부는 소련이 아닌 미국에 항복하게 되었다.

### 소련의 만주 및 다롄 점령

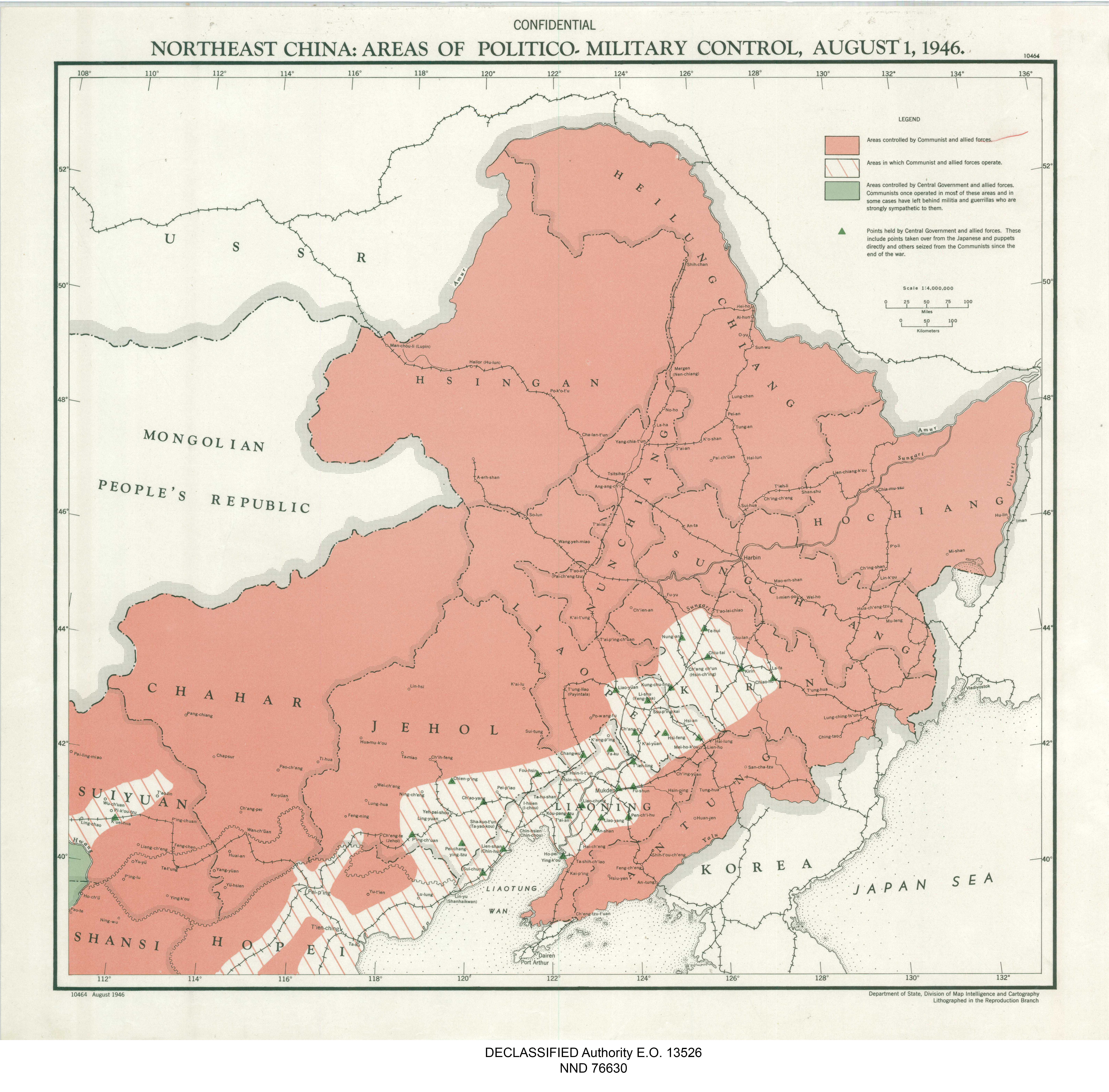
1946년 8월 1일 소련군이 통치한 만주 지역. 붉은색이 소련군 통치지역이다.

1945년 8월 14일 체결된 중소우호동맹조약에 따라 소련은 만주 지역을 중화민국 측에 반환해야 했다. 하지만 소련군은 일본과의 전쟁 이후 점령한 지역을 군 점령지로 통치했으며, 1946년 5월까지 만주에 주둔했다. 1945년 9월부터는 팔로군이 둥베이에 진출해 소련군과 협력하기 시작했다. 1945년 8월 소련은 만주에 입성했고, 뒤이어 소련군은 만주를 통치하기 시작했다. 소련군은 둥베이에 있는 동안 심각한 군기 문제를 안고 있었는데, 붉은 군대 병사들은 패전한 일본인을 약탈 폭행하고, 일본 전쟁 포로들과 일본 교민들을 학살하였으며, 일본으로 철수할 겨를이 없었던 많은 일본 교민들은 소련군에 의해 학살되었다. 현지의 중국인들에 대해서도 소련군 병사들은 백주 대낮에 오가는 중국 행인들을 약탈하였는데, 소련군은 임의로 개인 건축물에 들어가 총칼로 위협하여 물건을 강탈하거나 부녀자를 강간한 뒤 사살하였다. 소련 측은 외교 의례에도 불구하고 둥베이 각 도시에 소련 지도자의 초상화를 내걸도록 하고, 광장에 소련군을 강제로 주둔시켰고 이 때문에 점령지를 통제하고 치안을 유지하려는 팔로군과 붉은 군대 사이에 교전 충돌까지 일어났다.
다롄 지역의 경우, 특수해방구(중국어: 特殊解放区) 또는 관동해방구(중국어: 关东解放区)라는 이름으로 불렸다. 소련이 점령한 다롄에서 전반적인 통치는 소련군이 맡았으나, 주요 행정직은 중국 공산당이 맡게 되었다. 소련은 중화인민공화국 수립 이후에도 다롄에 주둔하다가 1955년 4월 16일 중국 인민해방군이 다롄의 방어를 맡기로 합의하면서 철수를 시작하였고 5월 27일 완전 철수했다.

### 한반도 분단

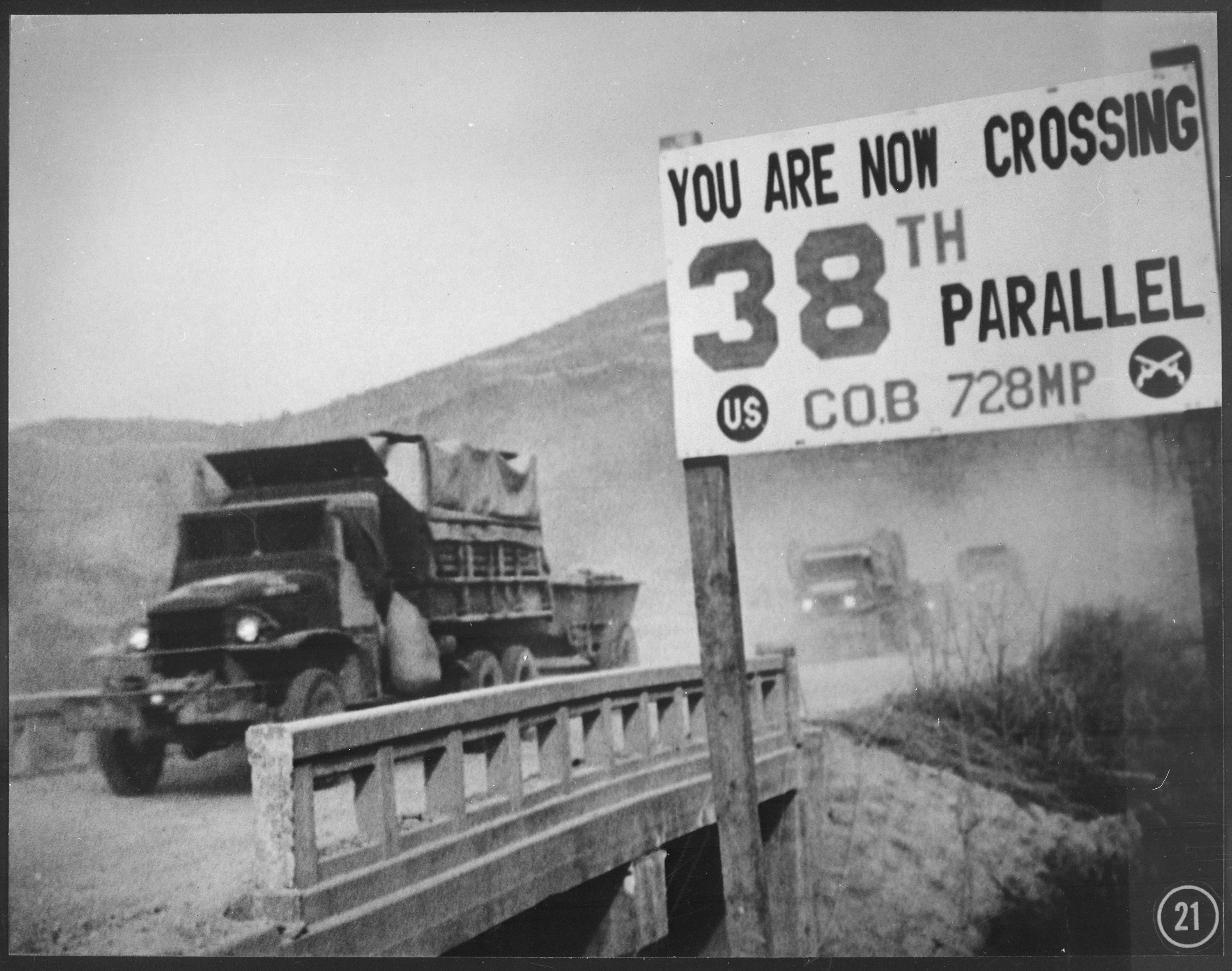
6.25 전쟁 당시 평양을 지나 38선을 지나는 유엔군의 모습. 소련과 미국은 북위 38도선을 중심으로 한반도를 분할했다.

1945년 한국 내 각 독립운동 세력은 일본의 항복에 발맞추어 독자적인 정부를 구성하려고 했다. 1919년부터 활동해 오던 대한민국 임시정부와 1945년 8월 건국동맹에 기반하여 설립된 조선건국준비위원회가 그것이었다. 1945년 8월 14일 조선총독부 정무총감 엔도 류사쿠는 건국동맹의 지도자 여운형을 만나 행정권을 건국동맹에 이양하려고 했다. 여운형이 제시한 조건에 조선총독부가 수락하면서 1945년 8월 15일 여운형은 조선건국준비위원회(건준)를 설치하였다. 이 시기 건국준비위원회에 참여한 세력은 여운형 외에도 안재홍, 박헌영 등이 있었고, 건준은 창립한 지 15일 만인 8월 30일 전국에 145개의 지사를 보유하게 되었다. 하지만 일본이 항복하기 직전인 1945년 8월 14일 미국과 소련 양측은 38선을 경계로 한반도를 분단하기로 결정했고, 이 결과에 따라 1945년 8월 말부터 38도선 이북에는 소비에트 민정청이, 1945년 9월 8일에는 재조선 미국 육군사령부 군정청이 서울에 수립되었다.

## 영향

### 만주와 국공 내전

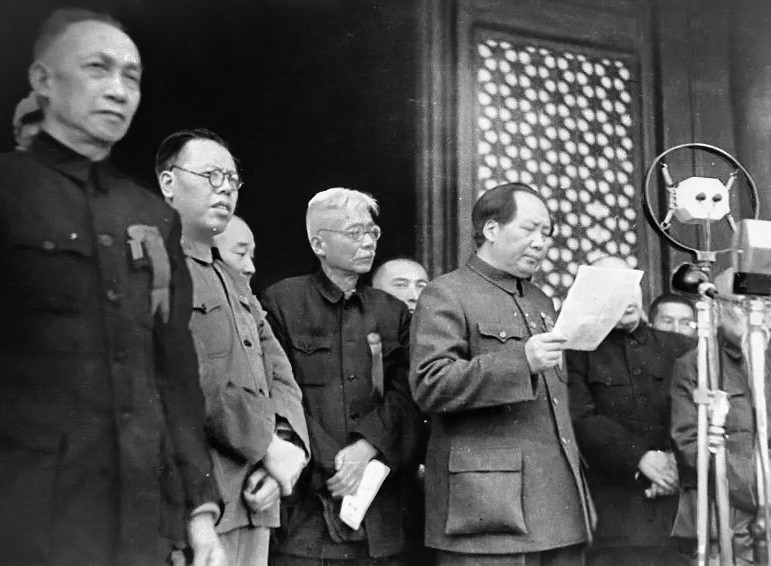
1949년 10월 1일 베이징에서 중화인민공화국을 선포하는 마오쩌둥.

제2차 세계 대전 이후 중화민국 국군 소속이었지만 실질적으로 중국 공산당의 부대였던 팔로군과 신사군은 1,200,000명에서 1,270,000명에 이르렀고 중국 공산당 소속 민병대까지 합치면 중국 내 공산당 군대의 숫자는 약 3,000,000명에서 4,000,000명까지 증가한다. 중소 우호 동맹 조약에 따라 중국 국민당은 만주를 소련으로부터 인계받기 위해 군대를 출병시켰지만 1945년 당시 이미 중국 공산당 소속 린뱌오와 그의 군대는 진저우를 비롯한 만주의 교외 및 그 주변 지역을 점령하고 있었다. 1945년 11월 15일 중국 국민당은 상황을 역전시키기 위해 린뱌오의 군대를 섬멸하기로 했고, 11월 26일 중국 국민당은 진저우까지 진출했다. 중국 공산당이 완전히 섬멸되기를 원하지 않았던 스탈린은 만주를 점령하고 있던 소련군 총사령관인 로디온 말리놉스키에게 노획한 모든 일본제 무기들을 중국 공산당에 인계하라고 명령했다.
장제스의 지속적인 요청에도 불구하고, 로디온 말리놉스키가 지휘하는 소련군은 만주에서 철수하지 않았으며 오히려 말리놉스키는 은밀하게 중국 공산당을 지원하고 있었다. 1946년 3월 말리놉스키의 비호 아래 마오쩌둥은 주더와 린뱌오를 만주에 파견해 쓰핑과 하얼빈을 점령했다 이러한 여러 조건들 덕택에 중국 공산당 내부의 지도층에도 변화가 생겼으며, 중국 전체를 무력으로 통일하려는 급진파가 권력의 핵심으로 떠오르게 되었다. 1946년 5월 3일 소련군은 완전히 만주에서 철수했으며, 지역 내 공산당 군대와 국민당 군대 사이의 전투가 치열해졌다. 장제스가 1946년 여름 화베이 지역의 중국 공산당 영토를 목표로 대공세를 감행하면서, 국민당과 공산당 간의 국지전은 내전으로 확대되었다.  1947년 10월 10일 중국 공산당은 중국 인민해방군을 편성하였고, 1948년 11월 2일 중국 공산당과 인민해방군은 랴오선 전역에서 승리하여 창춘과 선양을 점령하고 둥베이 전역을 장악하는데 성공했다.
1949년 1월 중국 인민해방군은 핑진 전역과 화이하이 전역에서도 승리를 거두었고 이 두 승리를 통해 중국 공산당은 화중과 장강 이북 지역을 점령할 수 있었다. 스탈린은 중국 내에서 연립정부를 지지하고 있었기 때문에 장강 이남으로 진격하는 것과 장제스의 국민당 군대를 공격하는 것을 모두 중단하라고 마오쩌둥을 설득하려고 했다. 하지만 마오쩌둥은 1948년 4월 21일 스탈린의 요청을 무시하고 장강 이남으로 도하 작전을 시작했으며 1949년 4월 23일에는 중화민국의 수도 난징을 점령했다. 국민당 정부는 광둥성과 광저우로 이동했고, 뒤이어 충칭과 청두로 이동했지만 1949년 12월 7일 결국 대만으로 정부를 옮겼다. 한편 1949년 10월 1일, 마오쩌둥은 베이징에서 중화인민공화국을 선포했다.

### 내몽골과 외몽골의 분리

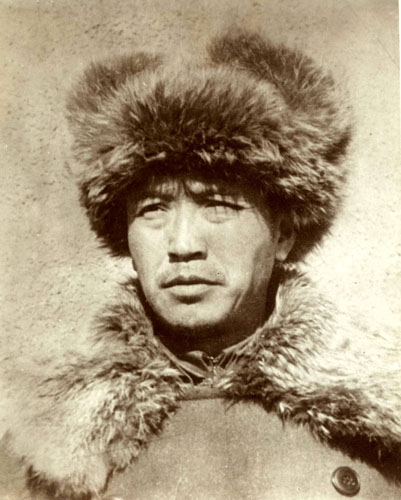
내몽골 인민공화국의 제2대 주석이었던 우란푸.

1945년 8월 16일, 수니트 주둔 수니트 연합군 우기부대 책임자인 롭산과 이바노프의 요청으로 몽골족 각계각층의 인사들은 모두 드무추크동루프왕부로 이전하였다.  길가랑(드구레), 무크덴보, 보영달라이, 두구르수영, 델리겔차오크투 등 13명은 이곳에서 내몽골 인민위원회를 설립한 뒤 임시 권력기구로서 참의부, 참군부 및 약간의 위원회를 설치하고 이를 통해 내몽골 중서부의 각 맹기를 지휘하였다. 이와 함께 몽골 청년혁명당과 내몽골 인민위원회는 롭산과 이바노프에게 내몽과 외몽골의 통합을 공식 요청했으며 몽골청년혁명당과 내몽골인민위원회 명의로 시린궈러, 차하르, 울란차부 등 동부 맹기에 이 사실을 통지하고 수니트우기에서 내외몽골 맹기 인민대표대회를 열어 내외몽골 통합을 논의하기로 했다. 몽골 인민공화국이 해당 논의를 거부하자 내몽골 인민대표대회는 의제를 내몽골 독립 문제로 바꾸고 《내몽골 독립 선언》,《내몽골 인민 공화국 임시 헌법》 등의 문서를 기초하였다.
1945년 8월 19일, 몽강국은 소련-몽골 연합군에 항복하였고, 내몽골 지역은 소련의 점령을 받게 되었다. 1945년 9월 9일, 내몽골 맹기 인민대표대회가 수니트 우기 온두얼 사원의 옛 몽골군 유년학교 강당에서 열렸고, 그리고 이 대표대회에서 내몽골 인민공화국 임시정부의 수립이 선포되었다. 1945년 10월 하순, 우란푸는 수니트 우기에서 인민대표회의를 주재하여 임시정부를 개편하였고, 내몽골 인민공화국 임시정부는 몽골 자치정부로 개편되었다. 우란푸는 자치정부 주석 겸 군사부장을, 퀴비는 내무부 장관, 칼레트는 경제부 장관, 다토는 군사부 부부장을 맡았으며, 몽골계 청년 지식인과 상층부 일부가 정부 보직에 선출되면서 달라이 라마의 정부 위원을 유지하게 됐다. 11월 몽골 자치정부는 장자커우(張家口) 장베이(張北)현으로 이전했고, 임시정부 명의의 발표나 각 맹기(盟旗)와의 연락을 끊고 내몽골 자치운동의 길을 걸었다. 1947년 5월 1일 우란푸는 내몽골 자치정부를 수립했고, 중화인민공화국 수립 이후 1949년 12월 2일 내몽골 자치정부에 기반을 둔 내몽골 자치구가 중화인민공화국의 행정구역 중 하나로 편성되었다.

### 6.25 전쟁

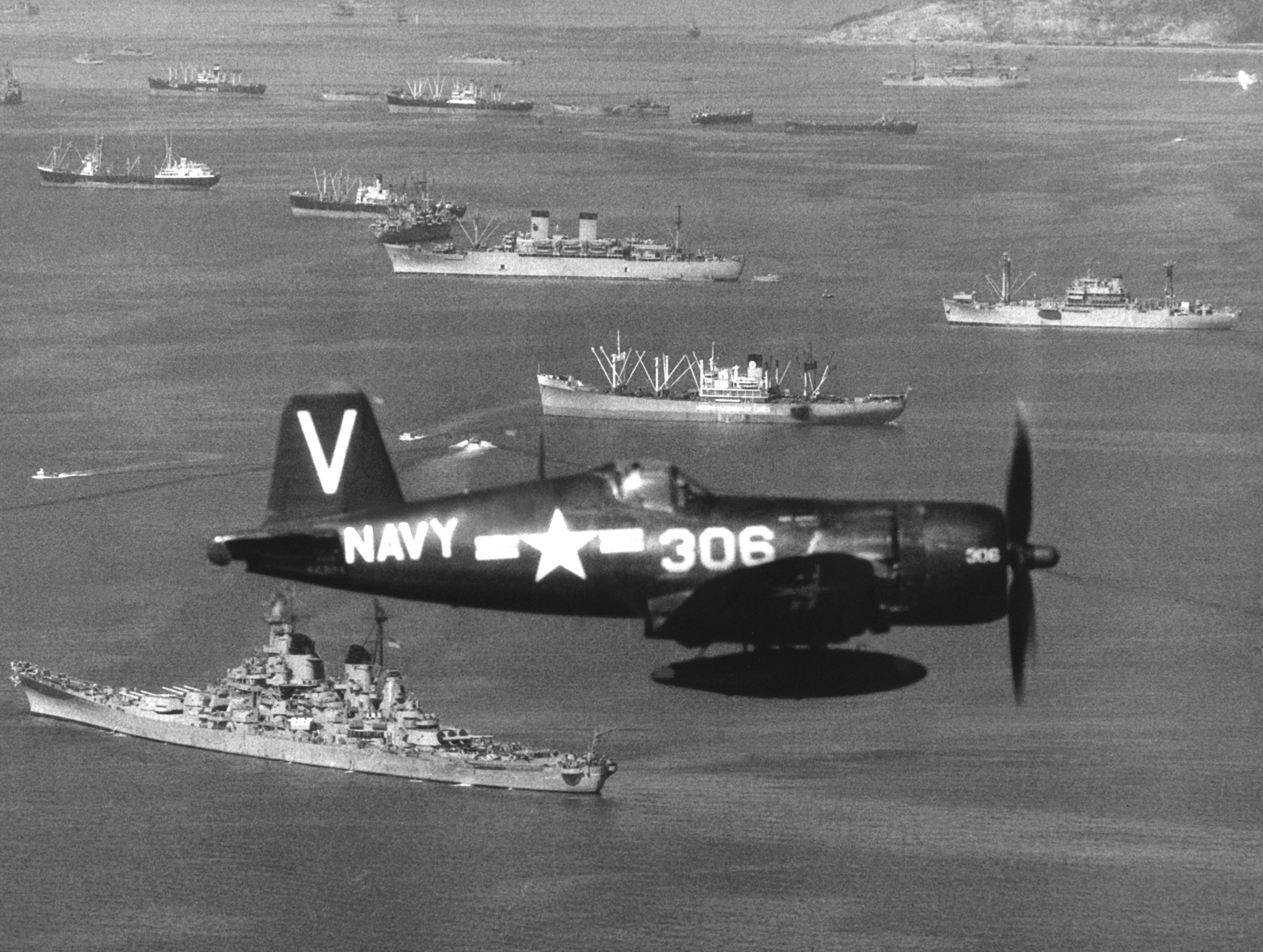
인천 상륙 작전 당시 제113타격전투기편대 소속 보우트 F4U 콜세어가 인천 앞바다를 날고 있다.

1945년 8월 일본으로부터 한반도가 독립한 이후, 1945년 9월 38도선 이북에는 소비에트 민정청이, 38도선 이남에는 재조선 미국 육군사령부 군정청이 들어섰다. 1945년 12월 모스크바 삼상 회의에 따라 한반도는 미국-소련 공동위원회의 통치를 받고 있었고, 신탁통치 5년 뒤에는 한국의 독립을 보장하는 것을 확약했다. 하지만 한국 주민들은 신탁통치에 반대해 봉기가 일어났고, 이에 따라 미 군정청은 1945년 12월 8일 봉기를 금지하고 조선인민공화국 혁명정부와 인민위원회를 12월 12일 모두 해체시켰다. 1948년 8월 15일 대한민국 정부가 수립되었고, 1948년 9월 8일에는 소련의 후원을 받은 조선민주주의인민공화국도 수립되었다. 1949년 5월 4일 개성 송악산 일대에서 조선 인민군과 대한민국 국군 사이에 전투가 벌어졌고 조선인민군이 송악산을 점령하는 일이 벌어졌다. 조선민주주의인민공화국의 대남 게릴라 침투 작전도 1949년부터 더욱 강화되었다. 이로 인해 건군 이후 대한민국 육군은 재래전이 아닌 대반란전 또는 게릴라 소탕 작전에 참여해야 했다.
이러한 상황 속에서 1948년 소련군이 북한 지역에서 철수하였고 1949년에는 미국도 대한민국에서 철수했다. 1949년 10월 1일 중국 공산당이 이끄는 중화인민공화국이 베이징에서 선포되었고, 중국 인민해방군에서 복무했던 50,000명에서 70,000명 사이의 한국인이 그들의 무기와 함께 조선 인민군에 편입되었다. 또한 중화인민공화국은 조선민주주의인민공화국이 대한민국을 상대로 전쟁을 벌일 때에 조선민주주의인민공화국을 지원하겠다고 약속했다. 미국 정부는 새로 들어선 중화인민공화국 정부를 국가 안보에 위협을 줄 수 있는 잠재적인 적으로 인식하고 있었고, 중화인민공화국 지도부 역시 19세기부터 서양에 의해 겪어야 했던 백년국치, 국공 내전 당시 미국의 중국 국민당 지원, 그리고 혁명가와 반동파 사이의 권력 투쟁 등으로 미국이 공산주의에 맞선 십자군을 일으킬 때 중국이 그 전장이 될 것이라고 생각하고 있었다. 이로 인해 중화인민공화국 지도부는 중국의 변방 영토 전역에서 공산주의 혁명을 적극적으로 촉진하는 외교 정책을 채택했다.
한편 김일성은 남한 일대에서 광범위한 봉기가 한국군을 약화시키고 조선민주주의인민공화국의 침략이 많은 한국인들에게 환영을 받을 것이라고 판단해 1949년 3월부터 스탈린에게 대한민국 침공을 승인받고자 모스크바로 여행했다. 스탈린은 1949년 김일성이 모스크바를 방문했을 때만 하더라도 중국 인민해방군이 여전히 국민당과 교전 중이었고 남한에 미군 부대가 주둔하고 있었기 때문에 전쟁이 시기상조라고 판단했다. 하지만 1950년 1월 12일 딘 애치슨은 애치슨 선언을 통해 미군의 방위선에서 대한민국과 대만을 언급하지 않았고 이에 따라 대한민국 정부는 전쟁이 발발할 시 미군이 지원을 하지 않을 수도 있다고 판단했다. 또한 1949년 중국 인민해방군이 국공 내전에서 승리하고, 미군이 남한에서 철수했으며, 소련에서 핵폭탄 실험이 성공하였으며, 소련은 주모스크바 미국 대사관의 수신 내용을 해독해서 한국이 미국 방위에서 그렇게 중요하지 않다는 것까지 알게 되었다. 스탈린은 1950년부터 보다 공격적인 전략을 취했으며 중국과 우호동맹상호원조조약을 체결했다. 1950년 4월 스탈린은 김일성에게 남한에 대한 전쟁을 개시해도 좋다고 승인하였으나 미국과의 직접 교전을 피하기 위해 소련이 참전하지는 않을 것임을 확실시했다. 1950년 5월 김일성은 마오쩌둥을 만났고, 마오쩌둥이 김일성의 전쟁 계획에 대해 승인했는지는 학자마다 의견이 갈린다. 하지만 마오쩌둥은 중국 인민해방군 소속 한국인 베테랑들을 더 많이 조선민주주의인민공화국에 파견했고 북중 국경 지역에 군대가 오면 중국 인민지원군도 참전할 것이라고 약속했다.
김일성은 마오쩌둥의 약속을 받고 난 뒤 전쟁 준비를 강화했다. 소련은 제2차 세계 대전의 전투 경험이 풍부한 장교들을 소련 고문단이라는 이름으로 조선민주주의인민공화국에 파견했고, 소련 장교들은 1950년 5월 군사 작전 계획을 완성했다. 옹진반도를 중심으로 국지전이 발생하면 조선인민군이 반격한 뒤 남한 전체를 점령한다는 원래 계획은 1950년 6월 21일 38도선 이남을 목표로 한 전면전으로 변경되었고 스탈린은 계획 변경에 찬성했다. 비록 일부 한국과 미국 정보관들이 북한의 공격을 예상했지만, 비슷한 예측이 이전에도 있었고 아무 일도 일어나지 않았다. 미국 중앙정보국은 조선인민군이 남쪽으로 이동하는 것을 목격했지만 이걸 방어를 위한 이동으로 판단하고 침공이 일어날 일이 없다고 결론지었다. 1950년 6월 23일 유엔 감시단은 전쟁이 일어나지 않을 것이라고 판단했다. 하지만 1950년 6월 25일 조선인민군은 38도선을 넘어와 전쟁을 개시했고, 이 전쟁은 1953년 7월 27일 휴전 협정이 조인될 때까지 이어졌다.

### 샌프란시스코 조약 및 소련

일본 총리 요시다 시게루가 1951년 샌프란시스코 강화조약에 서명하는 모습

1951년 9월 8일 샌프란시스코 강화조약이 체결되었지만, 회의가 시작될 때부터 소련은 미국과 영국이 작성한 조약 초안에 강력한 반대를 표명했고 안드레이 그로미코가 이끄는 소련 대표단은 절차를 지연시키기 위해 몇 번의 시도를 했지만 실패했다. 소련의 반대는 1951년 9월 8일 그로미코의 성명에서 상세히 설명되었다. 소련 대표단은 아래와 같은 이유를 들어 샌프란시스코 강화조약에 반대했다.

1. 샌프란시스코 강화조약은 일본 군국주의의 부상에 대한 어떠한 보장도 제공하지 않았다.
2. 중국은 일본 침략의 주요 피해국 중 하나임에도 불구하고 참여를 요청받지 못했다.
3. 소련은 조약이 준비될 때 제대로 협의를 받지 않았다.
4. 조약은 일본을 미국의 군사 기지로 설정하고 일본을 소련에 대항하는 군사 연합으로 끌어들인다.
5. 조약은 사실상 별개의 평화 조약이었다
6. 조약 초안은 대만과 몇몇 다른 섬들에 대한 중국의 권리를 침해했다.
7. 얄타 협정을 위반한 조약 초안은 남사할린과 쿠릴 열도에 대한 소련의 주권을 인정하지 않았다.

이에 따라 1951년 9월 8일 소련은 샌프란시스코 강화조약을 비준하지 않았다. 소련과 일본은 대신 1956년 일소공동선언을 통해 양국의 관계를 회복했다. 하지만 1956년 선언에서 규정된 '2개 섬 이전'과 일본의 끈질긴 '4개 섬 반환' 요구 사이의 이견은 구소련과 구소련 이후 시기에 쿠릴 열도 분쟁이 지속되는 기반이 되었다.

### 쿠릴 열도 분쟁

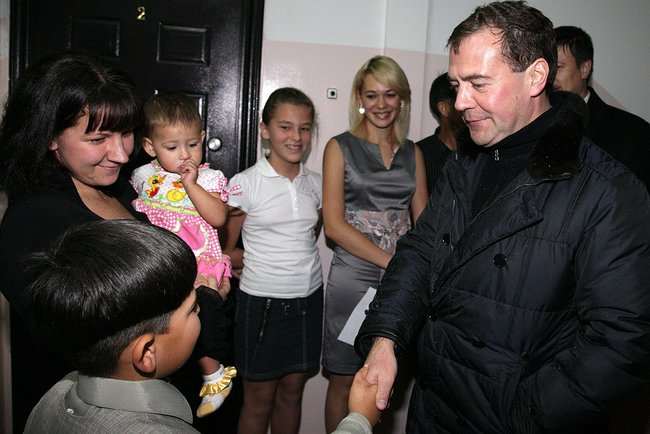
2010년 11월 1일 유즈노쿠릴스크에 방문 중인 드미트리 메드베데프 러시아 전 대통령.

쿠릴 열도 분쟁이란 러시아와 일본이 쿠릴 열도 남서쪽에 위치한 4개의 섬을 두고 벌이는 영토 분쟁이다. 쿠릴 열도는 일본의 홋카이도 동북쪽과 러시아의 캄차카반도 남서쪽을 따라 난 열도로 태평양과 오호츠크해를 분리하고 있다. 일본과 러시아가 분쟁을 벌이는 지역은 이투루프섬, 쿠나시르섬, 시코탄섬, 그리고 하보마이 군도이다. 일본 측은 현재 이 지역을 북방영토(일본어: 北方領土) 또는 북방사도(일본어: 北方四島)라고 부르고 있다.
일본 측은 아래와 같은 이유를 들어 쿠릴 열도 4개 섬을 일본 영토라고 주장하고 있다.

1. 카이로 선언과 포츠담 선언은 북방영토를 포함하지 않았는데, 이는 1904년에서 1905년 이전부터도 러시아가 영토로 보유한 적이 없기 때문이다.
2. 러시아는 1855년에 일본과 외교 관계를 시작하기 이전에 영유권을 주장하지 않았다. 따라서 분쟁 중인 섬들은 일본이 "폭력과 탐욕으로" 획득한 영토의 일부로 간주될 수 없었다.
3. 얄타 협정은 영토 문제의 최종 해결을 결정하지 못했는데, 이는 전후 해결 원칙에 대한 당시 연합국 지도자들의 성명에 불과했기 때문이다. (영토 문제는 평화 조약으로 해결해야 한다.) 게다가, 일본은 이 문서에 동의하지 않았기에 이 협정에 구속되지 않는다.
4. 1945년 소련이 일본과의 전쟁에 참전한 것은 소련-일본 중립 조약을 위반한 것이었고, 따라서 이 섬들의 점령은 국제법 위반이었다. 1945년 4월 5일 소련은 중립 조약을 파기했지만, 일본은 이 조약이 비준된 지 5년이 되는 1946년 4월 25일까지 유효하다고 주장한다.
5. 1951년 샌프란시스코 조약 제2c조에 따라 일본은 쿠릴 열도에 대한 모든 권리를 포기했지만, 쿠나시리 섬, 에토로후 섬, 시코탄 섬, 하보마이 섬은 쿠릴 열도에 포함되지 않았기 때문에 이 조약은 적용되지 않았다. 또한 소련은 샌프란시스코 조약에 서명하지 않았다.
6. 또한, 일본 정부는 사할린 남부와 쿠릴 열도에 대한 영유권을 심스에서 우룹까지 포기했지만, 샌프란시스코 강화 조약에서는 어느 나라에 속하는지 명시하지 않았고, 소련은 조약에 서명하지 않았다. 따라서 조약 제25조에 따라 국제법상 토지가 확정되지 않았다고 주장하고 있다.

일본 대중의 경우, 많은 조직과 단체들이 쿠릴 열도 반환을 위해 지자체 및 기업과 협력하고 있다. 가족이 쿠릴 열도에서 쫓겨난 사람 중 한 명인 스즈키 겐지로는 지시마 하보마이 제도 주민 연맹의 도카치 지부장을 맡고 있다. 2018년 일본 정부는 도쿄 지요다구에 영토·주권전시관을 설립해 쿠릴 열도뿐만 아니라 독도와 센카쿠 열도 등 일본이 얽혀 있는 영토문제를 홍보하고 있다.
한편 러시아 측은 1945년 2월 열린 얄타 회담을 통해 쿠릴 열도에 대한 영유권이 러시아에 있다고 보고 있다.. 2018년 12월 21일 블라디미르 푸틴 러시아 대통령은 연례 기자회견에서 주일미군 주둔이 러시아와 일본 사이의 공식적인 평화 조약의 모색을 복잡하게 만들고 있다고 말했으며, 기자들에게 러시아는 일본에 미국의 방공 시스템이 배치되는 것을 우려하고 있다고 말했다. 2022년 3월, 드미트리 메드베데프 러시아 안전 보장 이사회 부의장은 러시아가 영토 협정에 진지하게 임한 적이 없다고 인정했으며, 일본과 쿠릴 열도에 대한 합의점이 전혀 없었다고 밝혔다. 많은 러시아 국민들은 쿠릴 열도를 일본으로부터 빼앗은 것은 제2차 세계 대전 동안 소련의 희생에 대한 정당한 보상이었고, 동맹국들의 요청에 따라 일본과의 전쟁에 참여하기로 합의한 것에 대한 정당한 보상이었다고 믿는다.

## 기념

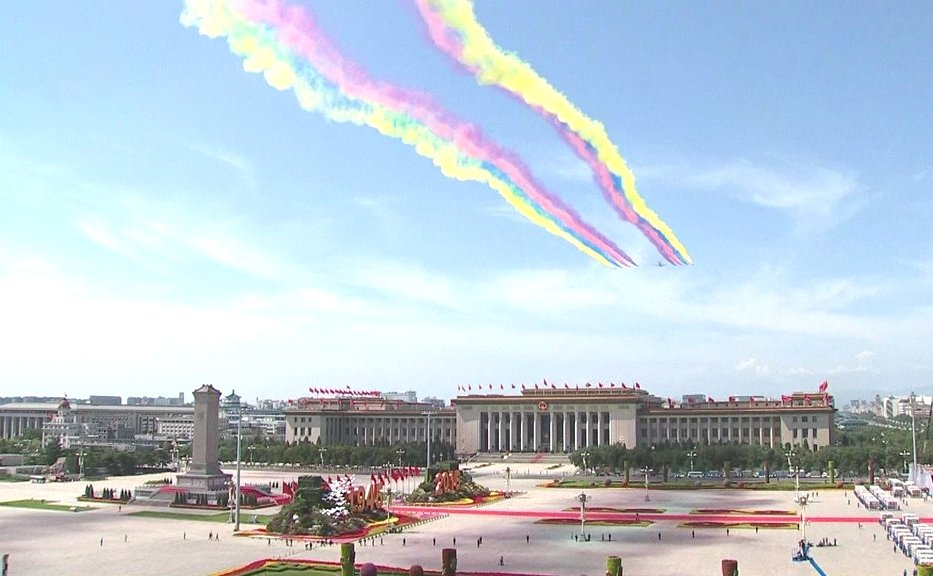
2015년 대일 전승 70주년 기념 열병식 당시 톈안먼 광장. 인민영웅기념비 앞에 1945, 2015라는 숫자가 세워져 있다. 중화인민공화국이 대일 전승 기념일인 9월 3일 열병식을 개최한 것은 2015년이 처음이었다.

대부분의 소련-일본 전쟁 참전국은 대일 전승 기념일을 기념하고 있으며, 대부분의 국가에서 대일 전승 기념일은 국가 공휴일이 아니다. 일본의 경우에는 1952년부터 전국 전몰자 추도식을 개최하고 있으며 매년 8월 15일 일본 정부의 주관 하에 이루어진다.
중화인민공화국의 경우, 2015년 9월 3일 대일 전승 70주년 기념 열병식에서 신사군과 팔로군 외에 동북항일연군 소속 옛 병사들이 열병식에 참석하기도 했다. 이 행사는 2015년 9월 3일 치루어졌으며, 중화인민공화국의 열병식이 국경절이 아닌 시기에 열린 첫 열병식이기도 했다.
몽골 울란바토르의 칸울주에는 제2차 세계 대전에서 희생된 소련 및 몽골군을 기념하기 위해 1971년 건립된 자이승 기념관이 있다. 기념관의 전망대 중앙에는 등화대 <도루가>가 있고, 도루가 주위에는 추축국을 무찌르고 평화가 찾아온 모습을 담은 모자이크화가 있는 콘크리트 고리가 있다. 2003년에는 자이승과 울란바토르 도심을 잇는 교차로에 위치하던 전차 기념비가 자이승 전승 기념탑이 있는 정상 입구로 옮겨왔으며, 전차 기념비 왼쪽에는 몽골이 소련에 지원한 전차부대의 행군 이동로를 선으로 표시해놓았다.

## 연구

### 러시아 및 구소련
소련-일본 전쟁의 주요 당사국이었던 소련의 문서는 1991년 소련 및 동구권이 붕괴한 뒤에 공개되기 시작하였다. 이 문건들이 공개되면서 해당 분야와 연계된 사학계에서는 이 문서들을 연구하는 것이 중요한 경험이 되었다. 소련 백과사전에 소련-일본 전쟁에 관한 내용이 수록되기는 했지만, 소련-일본 전쟁만을 다룬 논문이나 에세이 등은 1990년대가 되어서야 등장하였다. 대표적으로 러시아의 역사학자 보리스 니콜라예비치 슬라빈스키는 그의 저서 『소련-일본 중립 조약』(2004)을 통해 제2차 세계 대전 당시 소련과 일본의 관계 및 소련-일본 전쟁의 원인을 분석했다.

### 몽골
몽골의 경우 작가 바트에르데닝 바트바야르가 저술한 『몽골사』에서 소련-일본 국경분쟁부터 소련-일본 전쟁까지 몽골 인민공화국이 어떻게 이 전쟁에 개입하게 되었는지 서술했다.

### 일본
일본의 경우, "일소전쟁사연구"라는 조직이 소련-일본 전쟁에 관련된 연구를 적극적으로 하고 있다. 이 연구회는 《일소전쟁사의 연구》(일본어: 日ソ戦争史の研究)라는 연구집을 발간하기도 했다. 이 연구집은 러시아의 역사, 몽골의 역사, 일본의 역사와 소련-일본 전쟁 당시 정치사회적 맥락을 모두 분석했다고 인용문에 소개하고 있다. 소련-일본 전쟁에 보다 자세하게 다룬 또 다른 자료에는 일본 역사연구회가 편찬한 《역사의 회상·시베리아 연구》(일본어: 歴史の回想・シベリア抑留)가 있는데, 이 책은 소련-일본 전쟁의 여파로 시베리아에 강제 구금된 일본군과 일본군 협력 민간인 및 일본군 협력 괴뢰국 국민들에 대해 다룬다. 이 외에도 하세가와 쓰요시가 편찬한 《종전의 설계자》는 일본의 항복 당시 미국과 소련의 관계, 그리고 이에 입각한 태평양 전쟁의 종결에 대해 서술했다.
일본의 민족주의 세력과 극우 세력 또는 이런 사상에 입각한 저자들은 지속적으로 "북방영토"라 부르는 쿠릴열도 문제에 대해 연구하기 위해 다양한 서적 및 연구집을 발간했다. 이런 저자들이 저술한 연구집이나 저서의 경우 소련-일본 전쟁 당시 소련의 쿠릴 열도 병합을 불법이라고 보고 있으며, 이들은 독도 및 센카쿠 열도와 함께 쿠릴 열도를 일본의 국경 분쟁 지역으로 규정한다.
소련-일본 전쟁을 코민테른의 전략으로 보고, 일본이 코민테른의 전략에 속아넘어갔다는 연구도 존재한다.

### 조선민주주의인민공화국
조선민주주의인민공화국의 경우 김일성의 회고록인 《세기와 더불어》에서 1940년부터 1945년까지 김일성의 항일 활동을 서술하고 동시에 1945년 소련-일본 전쟁 당시 김일성이 무엇을 했는지를 기록하였다. 세기와 더불어의 경우 1945년 8월 김일성의 활동이 8권 제24장에 나오지만, 세기와 더불어의 기록은 김일성 본인이 직접 기록했는지 여부조차 논란에 있기 때문에 사학계의 정통 연구라고 보기는 어려움이 있다.

## 같이 보기
- 소련-일본 국경 분쟁
- 결호 작전
- 본토 결전

## 참고

### 참고 자료
1. ↑  “The Yan'an Soviet”. 2019년 9월 18일.
2. ↑  Slyke (1986), 632p
3. ↑  Australia-Japan Research Project: Dispositions and Deaths, Retrieved 4/23/2021
4. ↑  Jowett, 53쪽.
5. 1 2 3  LTC David M. Glantz, "August Storm: The Soviet 1945 Strategic Offensive in Manchuria" 보관됨 2021-08-25 - 웨이백 머신. Leavenworth Papers No. 7, Combat Studies Institute, February 1983, Fort Leavenworth Kansas.
6. 1 2  Glantz, David M. & House, Jonathan (1995), When Titans Clashed: How the Red Army Stopped Hitler, Lawrence, Kansas: University Press of Kansas, ISBN 0-7006-0899-0, p. 378
7. ↑  JM-154 p. 69, JM-155 pp.266–267
8. ↑  Cherevko, Kirill Evgen'evich (2003). Серп и молот против самурайского меча [Hammer and Sickle vs Samurai Sword]. Moscow: Veche. ISBN 5-94538-328-7. p. 41.
9. ↑  Coox, Alvin D. (1990) [1985]. 《Nomonhan: Japan Against Russia, 1939》. Stanford, California: Stanford University Press. 1176쪽. ISBN 9780804718356. 2017년 2월 9일에 확인함.
10. ↑  Glantz, David M. & House, Jonathan (1995), When Titans Clashed: How the Red Army Stopped Hitler, Lawrence, Kansas: University Press of Kansas, ISBN 0-7006-0899-0, p. 300
11. ↑  G. F. Krivosheev, ed., Russia and the USSR in twentieth century wars: A statistical survey. Moscow: Olma-press, 2001, page 309.
12. ↑  The Associated Press (2005년 8월 8일). “A Soviet Push Helped Force Japan to Surrender”. The Moscow Times. 2013년 12월 12일에 원본 문서에서 보존된 문서.
13. ↑  Lekic, Slobodan (2010년 8월 22일). “How the Soviets helped Allies defeat Japan”. San Francisco Chronicle.
14. 1 2  "Battlefield Manchuria – The Forgotten Victory", Battlefield, 2001, 98 minutes.
15. ↑  Hayashi, S. (1955). Study of Strategic and Tactical peculiarities of Far Eastern Russia and Soviet Far East Forces. 《Japanese Special Studies on Manchuria》 (보고서) XIII (Tokyo: Military History Section, Headquarters, Army Forces Far East, US Army).
16. 1 2  김, 호동 (2016년 4월 20일). 《아틀라스 중앙유라시아사》. 사계절. 226쪽.
17. 1 2 3 4 5 6 7 8 9 10  박, 시백 (2020년 8월 15일). 《35년 (7) 1941-1945 밤이 길더니··· 먼동이 튼다》 초판. 비아북.
18. ↑  Weathersby 2002.
19. 1 2 3  Lew 36
20. ↑  Maurer, Herrymon, Collision of East and West, Henry Regnery Company, Chicago, 1951, p.238.
21. ↑  田村幸策『日本政教研究所紀要』第2巻、国士舘大学日本政教研究所、1977年3月、ISSN 0385-9169、表題。
22. ↑  ボリス・スラヴィンスキー／加藤幸廣訳『日ソ戦争への道 ノモンハンから千島占領まで』共同通信社、1999年8月10日 第1刷発行、ISBN 4-7641-0428-8、表題。
23. ↑  富田武『日ソ戦争 1945年8月―棄てられた兵士と居留民』みすず書房、2020年7月17日 第1刷発行、ISBN 978-4-622-08928-5、表題
24. ↑  “關東軍＜２＞-關特演・終戦時の対ソ戦”: 383. 2023년 2월 24일에 확인함.
25. ↑  “Milestones: 1937–1945 - Office of the Historian”. 《history.state.gov》. 2021년 11월 4일에 확인함.
26. ↑  “Yalta Conference | Summary, Dates, Consequences, & Facts”. 《Encyclopedia Britannica》 (영어). 2021년 11월 4일에 확인함.
27. ↑  Soviet-Japanese Neutrality Pact, 13 April 1941. (Avalon Project at Yale University)
28. ↑  Declaration Regarding Mongolia, 13 April 1941. (Avalon Project at Yale University)
29. ↑  Soviet Denunciation of the Pact with Japan, 5 April 1945. (Avalon Project at Yale University)
30. ↑  "So sorry, Mr Sato", April 1945, Time magazine.
31. ↑  Russia and Japan 보관됨 13 9월 2011 - 웨이백 머신, declassified CIA report from April 1945.
32. 1 2 3  Boris Nikolaevich Slavinskiĭ, The Japanese-Soviet Neutrality Pact: A Diplomatic History 1941–1945, Translated by Geoffrey Jukes, 2004, Routledge.
33. 1 2  《The German Surrender Documents – WWII》, iBiblio
34. ↑  Kershaw 2012, 372쪽.
35. ↑  Jones, F. C. "Manchuria since 1931", 1949, Royal Institute of International Affairs, London. p.221
36. ↑  Frank 1999, 221쪽
37. ↑  鈴木貫太郎傳 1960, 361-363쪽.
38. ↑  Drea, E. J. (1984). “Missing Intentions: Japanese Intelligence and the Soviet Invasion of Manchuria, 1945”. 《Military Affairs》 48 (2): 66–73. doi:10.2307/1987650. JSTOR 1987650.
39. ↑  Glantz, David M. (1995). 《When Titans Clashed: How the Red Army Stopped Hitler》. Kansas, USA: University Press of Kansas. 278쪽. ISBN 0-7006-0899-0.
40. ↑  Holloway, David. Stalin and the bomb: the Soviet Union and atomic energy, 1939–1956. Yale University Press, 1996. (p. 127–129)
41. ↑  Soviet Declaration of War on Japan, 8 August 1945. (아발론 프로젝트, 예일 대학교)
42. ↑  JM-77 p. 28
43. ↑  Coox p. 1057
44. ↑  Giangreco p. 18
45. ↑  Coox p. 1059
46. 1 2  Giangreco p. 19
47. ↑  Coox p. 1059
48. ↑  Giangreco pp. 20–21
49. ↑  The Pacific War Encyclopedia: Manchuria Retrieved 21 March 2017
50. ↑  Coox pp. 1062–1064
51. ↑  Coox p. 1062
52. ↑  The Pacific War Encyclopedia: Manchuria
53. ↑  Coox p. 1066
54. ↑  Coox p. 1067
55. ↑  Shtemenko pp. 336–337
56. ↑  Jowett 2004, 25–27쪽.
57. ↑  Culver, Margaret S. "Manchuria: Japan's Supply Base." Far Eastern Survey, vol. 14, no. 12, 1945, pp. 160–163.
58. ↑  Jowett 2004, 36–38쪽.
59. ↑  Jowett 2004, 15–17쪽.
60. ↑  Jowett 2004, 90–92쪽.
61. ↑  Jowett 2004, 126쪽.
62. 1 2  Jowett 2004, 56~57쪽.
63. ↑  Cherevko p. 40 table 6
64. ↑  Shtemenko pp. 326–327
65. ↑  Shtemenko pp. 326–327
66. ↑  Glantz p. 101
67. ↑  Cherevko p. 40 table 7
68. ↑  Shtemenko p. 336
69. ↑  《Фронты Советских Вооружённых Сил во время Великой Отечественной войны 1941—45》 28. 103 (열 297)쪽.
70. ↑  “2-й Дальневосточный фронт” [2nd Far Eastern Front] (러시아어). Ministry of Defense of the Russian Federation. 2011년 7월 22일에 원본 문서에서 보존된 문서. 2017년 10월 12일에 확인함.
71. ↑  Jan F. Triska and Robert M. Slusser (1962), The Theory, Law, and Policy of Soviet Treaties (Stanford, CA: Stanford University Press), 234–35.
72. ↑  Tsedendambyn Batbayar (2003), "The Japanese Threat and Stalin's Policies Towards Outer Mongolia", Imperial Japan and National Identities in Asia, 1895–1945, Li Narangoa and Robert B. Cribb, eds. (London: Routledge Curzon), 188.
73. ↑  Robert L. Worden and Andrea Matles Savada (편집.). “Mongolia: A Country Study-Economic Gradualism and National Defense, 1932-45”. Claitor's Pub Division. 2016년 11월 27일에 확인함.
74. ↑  “Japanese-Soviet Manchurian-Mongolian Border War: Khalkhin Gol (May-September 1939)”. 2016년 11월 27일에 확인함.
75. ↑  “Плиев Исса Александрович”. 《Герои страны ("Heroes of the Country")》 (러시아어). 2017년 4월 10일에 확인함.
76. 1 2  데이비드 M. 글랜츠 (2003), Soviet Strategic Offensive in Manchuria, 1945: "August Storm" (London: Frank Cass Publishers), 361–62.
77. ↑  Harrison 2001, 194쪽.
78. 1 2 3 4  Harrison 2001, 195쪽.
79. ↑  Harrison 2001, 196쪽.
80. ↑  Watt 2008, 675쪽.
81. ↑  Glantz 1991a, p. 25.
82. ↑  Glantz 1991a, p. 89.
83. ↑  Coox 1985, 579쪽.
84. ↑  Nozdrachov 2012.
85. ↑  Coox 1985, 996쪽.
86. ↑  Zhukov 1985, 37쪽.
87. ↑  Healy 2010, 65쪽.
88. ↑  Watt 2008, 673–4쪽.
89. ↑  Ziemke 1969, 88쪽.
90. 1 2  LTC David M. Glantz, "August Storm: The Soviet 1945 Strategic Offensive in Manchuria" 보관됨 23 7월 2011 - 웨이백 머신. Leavenworth Papers No. 7, Combat Studies Institute, February 1983, Fort Leavenworth Kansas.
91. 1 2  JSOM vol. I, 1955
92. ↑  Coox pp. 1046–1049
93. ↑  JSOM vol. I pp. 160–164
94. ↑  Coox p. 91
95. ↑  JSOM vol. I pp 173–175
96. ↑  Coox p. 1063
97. ↑  Coox pp. 1064–1065
98. ↑  Drea pp. 89–90
99. ↑  Drea p. 90
100. ↑  Coox p. 1051
101. ↑  칼 프라이데이. Bushidō or Bull? A Medieval Historian's Perspective on the Imperial Army and the Japanese Warrior Tradition. The History Teacher, Volume 27, Number 3, May 1994, pages 339–349. 보관됨 2010-12-15 - 웨이백 머신
102. ↑  Hoffman, Michael (2016년 12월 10일). “Meiji Restoration leader's lessons of sincerity”. The Japan Times. 2022년 10월 16일에 확인함.
103. ↑  박, 시백 (2018년 4월 13일). 《35년 (3) 1921-1925 의열투쟁, 무장투쟁, 그리고 대중투쟁》. 비아북. 16쪽.
104. ↑  "No Surrender: Background History 보관됨 2011-07-18 - 웨이백 머신"
105. ↑  “BBC – History – World Wars: Japan: No Surrender in World War Two” (영국 영어). 2018년 5월 23일에 확인함.
106. ↑  “Banzai Attack: Saipan”. 《The National WWII Museum | New Orleans》 (영어). 2021년 12월 15일에 확인함.
107. ↑  “8 Legendary Battle Cries | HISTORY”. 《www.history.com》. 2021년 12월 15일에 확인함.
108. ↑  “Japanese suicide attacks at sea”. 2020년 4월 13일에 원본 문서에서 보존된 문서. 2010년 9월 11일에 확인함.
109. ↑  이반 모리스, The Nobility of Failure: Tragic Heroes in the History of Japan, p. 289 Holt, Rinehart and Winston, 1975
110. ↑  Coox p. 1026~1027
111. ↑  USSBS Report 63 p. 71
112. ↑  《Русский архив: Великая Отечественная. Ставка ВКГ: Документы и материалы 1944–1945》. ТЕРРА. 1999. 249—250쪽.
113. 1 2 3  Барынькин 1995.
114. 1 2 3  Внотченко 1971.
115. 1 2  История войны на Тихом океане. Т. IV 1958.
116. 1 2 3  Зимонин 2010.
117. ↑  “苏军并未击败关东军”. 精兵堂. 2016년 9월 13일에 원본 문서에서 보존된 문서. 2016년 9월 8일에 확인함.
118. ↑  Великая Отечественная война 1941—1945 годов. Т. 5 2013.
119. ↑  История Второй мировой войны 1939—1945. Т. 11 1980.
120. ↑  半藤 2002, 44쪽.
121. 1 2  半藤 2002, 45쪽.
122. ↑  Christopher P. Atwood (1999), "Sino-Soviet Diplomacy and the Second Partition of Mongolia, 1945–1946", Mongolia in the Twentieth Century: Landlocked Cosmopolitan, Bruce A. Elleman and Stephen Kotkin, eds. (Armonk, NY: M. E. Sharpe), 147.
123. ↑  Glantz 1983, 97쪽.
124. 1 2  Hoyt 1986, 404쪽.
125. ↑  Toland 1970, 814–815쪽.
126. ↑  Frank 1999, 316쪽.
127. ↑  Frank 1999, 317쪽.
128. ↑  Hoyt 1986, 410쪽.
129. ↑  The Pacific War Research Society 1968, 290쪽.
130. ↑  쇼와 천황 (17 8 1945), 《To the officers and men of the imperial forces》, Taiwan Documents Project , 위키데이터 Q108108292
131. ↑  Behr 1987, 265쪽.
132. ↑  Behr 1987, 285쪽.
133. ↑  М. М. Козлов (1985). 《Великая Отечественная война 1941—1945: энциклопедия》. Сов. энциклопедия. 832쪽. — С. 772.
134. ↑  刘志民 (2015년 8월 26일). ““特殊解放区”时期大连党组织的活动” (중국어 간체). 人民网-中国共产党新闻网，来源：辽宁《共产党员》杂志. 2022년 10월 5일에 원본 문서에서 보존된 문서. 2022년 9월 30일에 확인함.
135. 1 2 3 4 5 6 7 8 9  Ванин 2016.
136. ↑  Наука (1981). 《Отношения Советского Союза с народной Кореей 1945—1980. Документы и материалы》. 5—6쪽.
137. ↑  中山（2001年）、63頁。
138. ↑  中山（2001年）84-87頁。
139. ↑  中山（2001年）、76-79頁。
140. ↑  中山（2001年）、94-95頁。
141. ↑  中山（2001年）、98-99頁。
142. ↑  Danylenko（2012年）、552頁。
143. ↑  中山（2001年）、118-126頁。
144. ↑  中山（2001年）、137頁。
145. ↑  中山（2001年）、135頁。
146. ↑  中山（2001年）、142-143頁。
147. ↑  中山（2001年）、115頁。
148. ↑  中山（2001年）、143-145頁。
149. ↑  中山（2001年）、152頁。
150. 1 2  slavinski (1993),73~74
151. ↑  中山（2001年）、149-150頁。
152. 1 2  中山（2001年）、158-159頁。
153. 1 2  NHKスペシャル取材班 (2019년 10월 25일). 《樺太地上戦　終戦後7日間の悲劇》. （株）ＫＡＤＯＫＡＷＡ. 100,40,122,123,124쪽.
154. ↑  『北東方面陸軍作戦（2）』、510頁。
155. ↑  Из описания десантной операции августа 1945 года, подготовленного в штабе Дальневосточного военного округа в 1947 году 보관됨 2017-10-31 - 웨이백 머신 ЦAMO РФ. ф. 238. Оп. 1584. д. 159. л. 17-23, 26-48
156. ↑  Верещага Е. М., Витер И. В. Камчатский оборонительный район // Верные долгу и Отечеству : материалы XXVII Крашенниковских чтений / Министерство культуры Камчатского края, Камчатская краевая научная библиотека им. С. П. Крашенинникова.— Петропавловск-Камчатский, 2010.— с. 11—29
157. ↑  Б. Н. Славинский. Август 1945. «Танкомастер» 2005 № 7. с. 9
158. ↑  扎哈罗夫 (1977), 282쪽.
159. ↑  Акшинский (1984), 20쪽.
160. ↑  戦史叢書 (1971), 278–279쪽.
161. ↑  池田誠 (1997), 199–200쪽.
162. ↑  戦史叢書 (1971), 282쪽.
163. ↑  戦史叢書 (1971), 279, 572쪽.
164. ↑  井澗裕 (2011), 39–40쪽.
165. ↑  扎哈罗夫 (1978), 229쪽.
166. ↑  Глава 35 Занятие Курильских островов. Широкорад А. Б. Япония. Незавершенное соперничество
167. ↑  相原秀起 (2017), 第二章.
168. ↑  戦史叢書 (1971), 567–569쪽.
169. ↑  中山隆志 (1995), 187쪽.
170. ↑  扎哈罗夫 (1977), 281–282쪽.
171. ↑  井澗裕 (2011), 48쪽.
172. ↑  Hasegawa (2005), 262쪽.
173. ↑  中山隆志 (1995), 191–192쪽.
174. ↑  Славинский (1993), 116쪽.
175. ↑  中山隆志 (1995), 192쪽.
176. ↑  池田誠 (1997), 235쪽.
177. ↑  中山隆志 (1995), 194쪽.
178. ↑  扎哈罗夫 (1978), 247쪽.
179. ↑  中山隆志 (1995), 195쪽.
180. ↑  Славинский (1993), 116–118쪽.
181. 1 2  Славинский (1993), 118–119쪽.
182. ↑  戦史叢書 (1971), 578쪽.
183. ↑  扎哈罗夫 (1977), 292–294쪽.
184. ↑  扎哈罗夫 (1978), 248쪽.
185. ↑  Славинский (1993), 120쪽.
186. ↑  戦史叢書 (1971), 581쪽.
187. ↑  Славинский (1993), 124–141쪽.
188. 1 2 3 4  박, 시백 (2020년 8월 15일). 《35년 (6) 1936-1940 결전의 날을 준비하라》 1판. 비아북.
189. ↑  李琴芳 (2016년 1월 25일). “寒风漫卷中东北抗日义勇军的悲壮归国路”. 《中国档案资讯网》. 中国档案报. 2016년 6월 26일에 원본 문서에서 보존된 문서. 2018년 2월 21일에 확인함.
190. ↑  戴晴，《在如來佛掌中: 張東蓀和他的時代》，第221页
191. ↑  林華田．中共抗日民族統一戰線透視．幼獅文化事業公司．1985年9月．第46頁
192. 1 2 3 4  О 88-й отдельной стрелковой бригаде Красной армии. 《harbin.mid.ru》. 2021년 2월 12일에 확인함.
193. ↑  Fyodor Tertitskiy (2019년 2월 4일). “How an obscure Red Army unit became the cradle of the North Korean elite”. NK News. 2019년 6월 1일에 확인함.
194. ↑  88-я отдельная стрелковая бригада. 《samsv.narod.ru》. 2021년 2월 12일에 확인함.
195. ↑  “蔣總統密錄之第一冊 俄提先決條件”. 2012년 12월 23일에 원본 문서에서 보존된 문서. 2011년 7월 12일에 확인함.
196. ↑  吳相湘 (1957年). 《俄帝侵略中國史》. 國立編譯館. OCLC 22100973.
197. ↑  Zhao 2022, 25쪽.
198. ↑  Dower 1999, 34쪽.
199. ↑  “The Emperor's Speech: 67 Years Ago, Hirohito Transformed Japan Forever”. The Atlantic. 2012년 8월 15일.
200. ↑  “History – 1945”. The 1945 Project.
201. 1 2  Broom, Jack. "Memories on Board Battleship," 보관됨 2011-05-19 - 웨이백 머신 Seattle Times. May 21, 1998.
202. ↑  “WW2 People's War – Operation Jurist and the end of the War”. 《www.bbc.co.uk》. 2017년 3월 11일에 확인함.
203. ↑  “The Japanese Formally Surrender”. National Library Board, Singapore. 1945년 9월 12일. 2016년 10월 18일에 확인함.
204. ↑  Act of Surrender, 9 September 1945 (page visited on 3 September 2015).
205. ↑  “Foreign Relations of the United States: Diplomatic Papers, 1945, The British Commonwealth, The Far East, Volume VI - Office of the Historian”. 《history.state.gov》. 2022년 6월 23일에 확인함.
206. ↑  来源：凤凰军事 (2008年8月10日). “战史今日：8月9日苏联红军出兵中国东北” (중국어 간체). 凤凰网>信息>军事>正文. 2021年1月24日에 원본 문서에서 보존된 문서. 2008年8月10日에 확인함.
207. ↑  “重整河山二十天”. 看天下. 2016년 3월 13일에 원본 문서에서 보존된 문서. 2016년 7월 20일에 확인함.
208. ↑  蘇軍暴行調查表，中華民國外交部西亞司
209. ↑  蘇軍駐金縣狀況，傅萬杰整理。蘇聯紅軍在旅大，王珮平，孫寶運，大連市史志辦公室。p.209
210. ↑  https://www.marxists.org/chinese/reference-books/new-voice/1-1946-08-14.htm
211. ↑  刘志民 (2015년 8월 26일). ““特殊解放区”时期大连党组织的活动” (중국어 간체). 人民网-中国共产党新闻网，来源：辽宁《共产党员》杂志. 2022년 10월 5일에 원본 문서에서 보존된 문서. 2022년 9월 30일에 확인함.
212. ↑  李星建、李敏 (2022). “《在建设旅大特殊解放区的日子里 》”. 《文史春秋》 (广西壮族自治区南宁市: 中国人民政治协商会议广西壮族自治区委员会办公厅) (2022年第4期): 9-16. ISSN 1005-9563.
213. ↑  刘影 (2022). “《抗日战争胜利后苏联红军进驻旅大地区的历史作用”. 《大连干部学刊》 (辽宁省大连市: 中共大连市委党校 大连行政学院 大连社会主义学院) (2005年第21卷): 共2页. ISSN 1671-6183. 2022년 9월 30일에 원본 문서에서 보존된 문서. 2023년 3월 7일에 확인함.
214. ↑  郭志刚 (2012). “《接收苏军驻旅大地区防务始末”. 《中华魏》 (北京市: 中国延安精神研究会) (2012年第008期): 9–11. ISSN 1005-9725. |보존url=은 |보존날짜=를 필요로 함 (도움말)에 원본 문서에서 보존된 문서.
215. ↑  Xu & Liu 1989, xxx쪽.
216. ↑  Raleigh, Edward Augustine (1953). “An inquiry into the rise of communism in China”. 《University of the Pacific Theses and Dissertations》. 2022년 2월 28일에 확인함.
217. ↑  Robertson, Walter S. (1946). 《The mission of General of the Army George C. Marshall to China to arrange for cessation of civil strife and to bring about political unification》. US Department of State Office of the Historian. 448쪽.
218. ↑  Leung 70–71
219. ↑  Jessup 1989.
220. ↑  Yang Kuisong (2011년 11월 24일). 杨奎松《读史求实》：苏联给了林彪东北野战军多少现代武器. 《Sina Books》. 2013년 9월 26일에 원본 문서에서 보존된 문서.
221. ↑  “Historical Evolution”. Harbin Municipal Government. 2013년 1월 30일에 원본 문서에서 보존된 문서. 2017년 1월 17일에 확인함.
222. ↑  Michael M Sheng, Battling Western Imperialism, Princeton University Press, 1997, pp. 132–135
223. ↑  
Britannica Educational Publishing (2010). 〈The Major Cities of Northern China〉. 《The Geography of China: Sacred and Historic Places》. The Rosen Publishing Group. 165–168쪽. ISBN 978-1-61530-182-9.
224. ↑  Hu, Jubin. (2003). Projecting a Nation: Chinese National Cinema Before 1949. Hong Kong University Press. ISBN 962-209-610-7.
225. ↑  “【延安记忆】"中国人民解放军"称谓由此开始”. 2020년 8월 1일. 2020년 8월 22일에 원본 문서에서 보존된 문서. 2020년 8월 22일에 확인함.
226. 1 2  Westad, Odd Arne. [2003] (2003). Decisive Encounters: The Chinese Civil War, 1946–1950. Stanford University Press. ISBN 0-8047-4484-X. pp. 192–193.
227. ↑  김동길, "Stalin and the Chinese Civil War." Cold War History 10.2 (2010): 185–202.
228. ↑  Zhang, Chunhou. Vaughan, C. Edwin. [2002] (2002). Mao Zedong as Poet and Revolutionary Leader: Social and Historical Perspectives. Lexington books. ISBN 0-7391-0406-3. p. 65.
229. ↑  Han, Cheung. “Taiwan in Time: The great retreat”. 《Taipei Times》.
230. 1 2 3 4  “第二节　内蒙古人民共和国临时政府，内蒙古区情网，2011-4-14”. 2014년 2월 2일에 원본 문서에서 보존된 문서.
231. 1 2 3  “锡察地区的民族自治运动，锡林郭勒盟旅游局，2007-09-02”. 2014년 2월 2일에 원본 문서에서 보존된 문서.
232. ↑  Stokesbury 1990, 25–26쪽.
233. ↑  Becker 2005, 53쪽.
234. ↑  Schnabel, James F. (1972). 《Policy and Direction: The First Year》. United States Army in the Korean War 3. Washington, DC: Center of Military History, United States Army. 3, 18, 22쪽. ISBN 978-0160359552. 2011년 5월 17일에 원본 문서에서 보존된 문서.
235. ↑  Jager 2013, 41–42쪽.
236. 1 2  Bryan, pp. 76.
237. ↑  Bryan, pp. 76~77
238. ↑  《Korea - Division of Korea》. 《Encyclopedia Britannica》. 2022년 6월 24일에 확인함.
239. ↑  “Statement by the President on the Decision To Withdraw U.S. Forces From Korea, 1947-1949. | The American Presidency Project”. 《presidency.ucsb.edu》. 2022년 6월 24일에 확인함.
240. ↑  Chen 1994, 110쪽.
241. ↑  Chen 1994, 111쪽.
242. ↑  Chen 1994, 26쪽.
243. ↑  Chen 1994, 22쪽.
244. ↑  Chen 1994, 41쪽.
245. ↑  Chen 1994, 21쪽.
246. ↑  Chen 1994, 19쪽.
247. ↑  Chen 1994, 25–26, 93쪽.
248. ↑  Weathersby 2002, 3–4쪽.
249. ↑  Weathersby 2002, 3쪽.
250. ↑  “Excerpts”. 2017년 12월 30일에 확인함.
251. ↑  Weathersby 2002, 9, 10쪽.
252. ↑  Weathersby 2002, 11쪽.
253. ↑  Weathersby 2002, 10쪽.
254. 1 2  Zhao, Suisheng (2022). 《The dragon roars back : transformational leaders and dynamics of Chinese foreign policy》. Stanford, California: Stanford University Press. 28–29쪽. ISBN 978-1-5036-3415-2. OCLC 1332788951.
255. ↑  Barnouin & Yu 2006, 139–40쪽.
256. ↑  Weathersby 1993, 29쪽.
257. ↑  Weathersby 2002, 13쪽.
258. ↑  Mark O'Neill, "Soviet Involvement in the Korean War: A New View from the Soviet-Era Archives", OAH Magazine of History, Spring 2000, p. 21.
259. ↑  Weathersby 1993, 29–30쪽.
260. ↑  Weathersby 2002, 15쪽.
261. ↑  Millett 2007, 17쪽.
262. ↑  Tom Gjelten (2010년 6월 25일). “CIA Files Show U.S. Blindsided By Korean War”. 《National Public Radio》. 2013년 8월 24일에 원본 문서에서 보존된 문서. 2013년 2월 16일에 확인함.
263. ↑  Seth, Michael J. (2010). 《A history of Korea: From Antiquity to the Present》. Lanham, MD: Rowman & Littlefield. 324쪽. ISBN 978-0742567160.
264. ↑  GROMYKO BIDS FAIL; A DRAMATIC MOMENT AT CONFERENCE SOVIET BLOC LOSES ALL PARLEY VOTES. New York Times, page 1, September 6, 1951
265. ↑  Text of Gromyko's Statement on the Peace Treaty. Japanese Ministry of Foreign Affairs website
266. ↑  “Japan Ministry of Foreign Affairs Compendium of Documents”. 《Ministry of Foreign Affairs of Japan》 (일본어).
267. ↑  James D. J. Brown (2016). 《Japan, Russia and their Territorial Dispute: The Northern Delusion》. Routledge. 1쪽.
268. 1 2  Japan's Northern Territories (Pamphlet). Japan Ministry of Foreign Affairs website
269. ↑  “抑留55年目の回顧～「シベリア抑留関係展示会」【３】”. 2009년 2월 2일에 원본 문서에서 보존된 문서. 2008년 7월 8일에 확인함.
270. ↑  Tokachi branch of the League of Chijima Habomai Islands Residents: 2008 16th Regular Meeting Proposals (paper document in Japanese)「支部長　鈴木　健二郎」
271. ↑  “Japan displays documents to defend claims to disputed isles”. 《The Washington Post》. Associated Press. 2018년 1월 25일. 2018년 1월 26일에 원본 문서에서 보존된 문서.
272. ↑  Bruce A. Elleman, Michael R. Nichols and Matthew J. Ouimet, A Historical Reevaluation of America's Role in the Kuril Islands Dispute, Pacific Affairs, Vol. 71, No. 4 (Winter, 1998–1999), pp. 489–504
273. ↑  “Putin says U.S. presence in Japan complicates signing of peace treaty”. 《Japan Today》.
274. ↑  “Russia's Cancellation of Peace Treaty Talks is a Blessing in Disguise for Japan”. Rusi. 2022년 4월 5일.
275. ↑   By E. Vovk. The Public Opinion Foundation Database. November 25, 2004 [깨진 링크]
276. ↑  “V.Yatsko. My Solution of the Kuril Islands Problem”. 《samlib.ru》.
277. ↑  「全國慶祝勝利 明日勝利日放假一天」大公報，1945年9月2日
278. ↑  70年前的今天胜利之日 举城狂欢 보관됨 2015-10-07 - 웨이백 머신，每日新報，2015年9月3日
279. ↑  “Подзабытое торжество”. 《Новая газета》. 2010년 3월 26일.
280. ↑  “Парад в честь 80-летия Победы советских и монгольских войск на реке Халхин-Гол прошел в Улан-Удэ”. 《egov-buryatia.ru》.
281. ↑  “Info”. Regnum.ru. 2019년 9월 16일. 2019년 12월 30일에 확인함.
282. ↑  “戦後７５年に考える　シベリア抑留の悲劇はなぜ起きたのか”. 読売新聞. 2020년 8월 19일. 2022년 8월 16일에 확인함.
283. ↑  ““9·3”纪念抗战胜利阅兵“四个首次”值得关注”. 人民网. 2015年6月23日. 2020年3月23日에 원본 문서에서 보존된 문서. 2015年6月23日에 확인함.
284. ↑  “部分国产现役主战装备将在抗战胜利日阅兵中首次展示”. 央视新闻. 2015년 6월 23일. 2015年9月23日에 원본 문서에서 보존된 문서.
285. ↑  (일본어) 『ザイサントルゴイ』  - 고트뱅크
286. ↑  《地球の歩き方 モンゴル 2007-2008年版》. ダイヤモンド社. 2007.
287. ↑  “The Zaisan Memorial”. 《Atlas Obscura》 (영어).
288. 1 2  Fitzpatrick, Sheila (2015년 6월 9일). “Impact of the Opening of Soviet Archives on Western Scholarship on Soviet Social History”. 《Wiley Online Library》. 2023년 3월 15일에 확인함.
289. ↑  《Большая советская энциклопедия: Сигишоара-Соки》. Государственное научное издательство "Большая советская энциклопедия. 1949.
290. ↑  Strelʹbit︠s︡kiĭ, Konstantin (1996). 《Август 1945》. Международный центр истории флота. 4, 8, 54쪽.
291. ↑  Slavinskiĭ, B. N. (2004년 10월 30일). 《The Japanese-Soviet Neutrality Pact》. RoutledgeCurzon.
292. ↑  Bat-Ėrdėniĭn, Baabar (1999). 《History of Mongolia》. Monsudar.
293. 1 2  日ソ戦争史研究会 (2023년 2월). 《日ソ戦争史の研究》. 勉誠出版.
294. ↑  《歴史の回想・シベリア抑留》. 歴史研究会. 이름 목록에서 |이름1=이(가) 있지만 |성1=이(가) 없음 (도움말)
295. ↑  하세가와 쓰요시 (2019년 2월 28일). 《종전의 설계자들 1945년 스탈린과 트루먼 그리고 일본의 항복》. 메디치미디어.
296. ↑  遠藤晴久 (1968). 《北方領土問題の真相: 千島列島とヤルタ会談》. 有信堂.
297. ↑  内藤 泰朗, 斎藤 勉 (2007년 7월). 《北方領土は泣いている 国を売る平成の「国賊」を糺す》. 産経新聞出版. |제목=에 라인 피드 문자가 있음(위치 11) (도움말)
298. ↑  《マンガ尖閣・竹島・北方領土 知らなきゃヤバい国境問題》. ブックマン社. 2013년 7월 25일. |제목=에 라인 피드 문자가 있음(위치 14) (도움말); 이름 목록에서 |이름1=이(가) 있지만 |성1=이(가) 없음 (도움말)
299. ↑  孫崎享 (2011년 5). 《日本の国境問題 尖閣・竹島・北方領土》. 筑摩書房. |제목=에 라인 피드 문자가 있음(위치 8) (도움말);
300. ↑  江崎道朗 (2017). 《コミンテルンの謀略と日本の敗戦》. 株式会社ＰＨＰ研究所.
301. ↑  David-West, Alzo (January 2009). “The Literary Ideas of Kim Il Sung and Kim Jong Il: An Introduction to North Korean Meta-Authorial Perspectives” (PDF). 《Cultural Logic》 12: 5–6. 2015년 11월 23일에 원본 문서 (PDF)에서 보존된 문서.
302. ↑  황장엽, 「북한의 진실과 허위」 본문 中 4. 전대미문의 역사 왜곡 (시대정신, 2006.04.15.)  pp. 43~46.